# Victor Hugo
Victor-Marie Hugo [viktɔʁ maʁi yɡo] (Besançon, 1802. február 26. – Párizs, 1885. május 22.) francia romantikus költő, regény- és drámaíró, politikus és akadémikus.
Élete és művészete szinte teljesen átfogta a 19. századot. Szellemi formálódására hatással volt királypárti meggyőződésű édesanyja és tábornok apja, aki Napóleon seregében szolgált. Irodalmi példaképének François-René de Chateaubriand-t tartotta. 1819-ben a Toulouse-ban meghirdetett Jeux floraux pályázaton Aranyliliom-ot nyert az Óda IV. Henrik szobrának újra felállításáról című költeményével. Korán megnyilvánult írói elhivatottsága, royalista, katolikus versekkel kezdett. Az 1820-ban meggyilkolt Berry hercegének haláláról írt ódáját XVIII. Lajos 2000 frank évi kegydíjjal jutalmazta. Első verseskötete 1821-ben jelent meg Ódák címmel. A Bourbonokat dicsérő versekért a király évi 1000 frank kegydíjban részesítette.
A fiatal költő 1824-től részt vett a Charles Nodier által szervezett irodalmi összejöveteleken, amelyeket a romantika bölcsőjének tartottak. A Cromwell-előszóban szakított a klasszicista dráma hármas egységével, és az Hernani drámájával teremtette meg a romantikus dráma műfaját. Hugo kilenc regényt írt. Az emigráció alatt születtek a legismertebbek (A párizsi Notre-Dame kivételével). Regényei nem szórakoztató írások, hanem szinte mindig eszmék szolgálatában állnak. A hősköltemény, a természet erőivel, a társadalommal, a fatalizmussal való küzdelem mindig közel állt Hugóhoz. A nyomorultak történelmi, társadalmi–filozófiai regény, az író mélyen humanista eszméinek és az emberi természetről vallott nézeteinek megnyilatkozása. Hugo nagy jelentőséget tulajdonított a regénynek, írói munkássága csúcsteljesítményének tartotta.
Képviselőként aktív szerepet játszott a politikai életben. 1845. április 15-én Lajos Fülöp király vikomt rangban felvette a főrendbe, s így bekerülhetett az eléggé konzervatív Felsőházba. Az alkotmányozó és a törvényhozó nemzetgyűlésben felszólalt a szegénység, a társadalmi kirekesztettség ellen, a nők és gyerekek emberi jogaiért, a halálbüntetés eltörléséért, a sajtószabadságért, az ingyenes és világi oktatásért. 1851 és 1870 között politikai emigrációban élt Belgiumban, Jersey szigetén, végül Guernsey szigetén, Saint Peter Portban. Visszatérése után a szenátusban politizált. Republikánus, demokrata, sőt szocialista eszméket vallott. Olvasta Charles Fourier és Pierre-Joseph Proudhon írásait. Jean Monnet-t és Robert Schumant száz évvel megelőzve javasolta az Európai Egyesült Államok (Európai Unió) létrehozását.

## Élete

### Gyermek- és ifjúkora

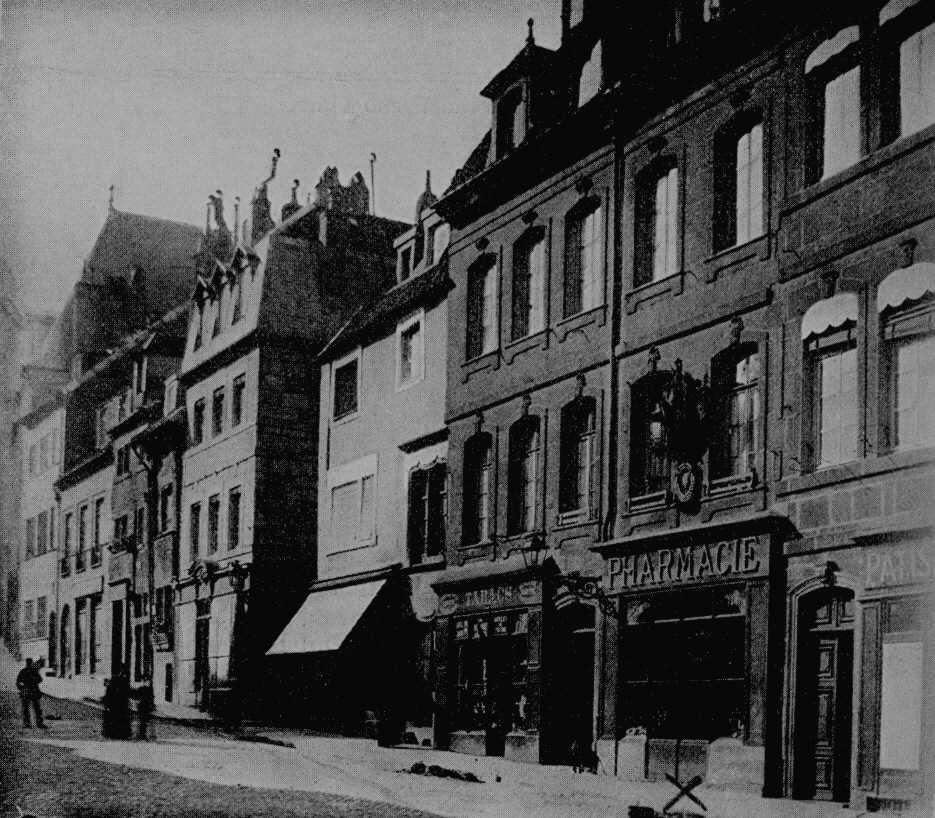
Hugo szülőháza Besançonban

Édesapja, Joseph Leopold Sigisbert Hugo gróf lotaringiai földművesek és iparosok leszármazottja, Napóleon seregében szolgált, és a tábornoki rangot szerezte meg. A családi hagyomány szerint Joseph Bonaparte, Spanyolország királya emelte grófi rangra. A Doubs megyei Besançon helyőrségénél teljesített szolgálatot, amikor legkisebb fia megszületett. 1802 áprilisában Marseille-be helyezték át, így Victor mindössze hat hetet töltött szülővárosában, és soha többé nem tért oda vissza. Breton származású édesanyja, Sophie Trébuchet Vendée-ben született, felmenői között tengerészek és ügyvédek szerepeltek. Korán árvaságra jutott, markáns egyéniségű apai nagynénje nevelte szabad szellemben. Sophie lelkesedéssel figyelte a forradalom kitörését Nantes-ban, de amikor szemtanúja volt egy anya és két leánya kivégzésének, akiket gyermekkora óta ismert, meggyőződéses királypárti lett. Hugo származása kapcsán ezt írta: „Bretagne, Lotaringia és Franche-Comté vére keveredik ereimben. Három helyről örököltem a kitartás erényét (…) a szilárd akarat és az állhatatosság a titka minden sikernek.” Gyermekkorát Párizsban töltötte. A katonatiszt apa áthelyezése miatt a család 1807-ben Nápolyban, majd 1811-től Spanyolországban élt. Victor, Eugène bátyjával együtt, bentlakásos diák volt a Escuelas Pías de San Antón madridi egyházi intézményben. Ezek az évek nyomot hagytak életében. 1814-ben szülei elváltak, Victor és Eugène anyjánál maradtak, Abel pedig apjánál, mert katonai pályára készült. A gyermek Hugo nagyon szerette édesanyját, verseit mindig neki olvasta fel először. Az 1831-ben megjelent életrajzi ihletésű Őszi lombok kötetében bevallotta, hogy amikor mindenki elhagyta őt, csak édesanyja maradt mellette. Korán megnyilvánult írói elhivatottsága, óriási ambíciók feszítették. Kevés irodalmi karriert jellemzett ilyen fiatalkori öntudat és tisztánlátás. 13 éves korából megmaradtak verses füzetei, az egyik végére ezt írta: „Kedves barátom, ki ezt olvasod, ne bírálj dühös gúnnyal, s a versek gyengeségét nézd el zsenge korom miatt”. A legrégebbi aljára pedig ezt írta: „N.B. A tizenegyedik füzet táblázatát látják”. Tehát az előző tízet megsemmisítette, mert a verseket újra és újra átírta, fáradhatatlanul próbálkozott, rímeket keresett. A gyermek Hugo volt önmaga legszigorúbb bírája. 14 éves volt, amikor 1816. július 10-én ezt írta naplójába: „Chateaubriand akarok lenni, vagy semmi.”

### A fiatal költő

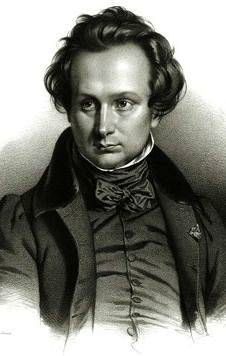
A fiatal Hugo

1817-ben tizenöt évesen részt vett a Francia Akadémia által kiírt pályázaton A tanulás adta öröm valamennyi élethelyzetben című versével. Az akadémikusok azt hitték, hogy gúnyt akar űzni velük, s ezért adta meg ezt az életkort. Emiatt csak dicséretben részesítették, neve először jelent meg a sajtóban. Toulouse-ban a Jeux floraux pályázaton 1819-ben Aranyliliomot kapott az Óda IV. Henrik szobrának újrafelállításáról című verséért, 1820-ban pedig Szegfűt a Mózes a Níluson című ódájáért.
A sikereken felbuzdulva abbahagyta tanulmányait, és az írást választotta. 1819-ben Abel és Eugène fivéreivel létrehozta a Le Conservateur Littéraire (Az irodalom védelmében) irodalmi lapot, amely tehetségére irányította a figyelmet. Victor is aktívan részt vett a szerkesztésben. Itt jelentek meg versei, az Alphonse de Lamartine és André Chénier költészetét párhuzamba állító tanulmánya, a Bug-Jargal és Abel nyolc novellája. A lap 1821-ben megszűnt. Abel bátyja bevezette a Société royales des Bonnes Lettres irodalmi társaságba, ahol felolvasta verseit és drámáit. 1820-ban meggyilkolták Berry hercegét. Ez az esemény ihlette Hugót a Berry hercegének halála című ódájának megírására, amelyet XVIII. Lajos 2000 frank évi kegydíjjal jutalmazott. Chateaubriand is fogadta a tehetséges ifjú költőt. Első verseskötete 1821-ben jelent meg Ódák címmel. A Bourbonokat dicsérő versekért a király évi 1000 frank kegydíjban részesítette. Ekkor mindössze 19 éves volt. 1823 júliusában létrehozta a La Muse Française irodalmi lapot hat költőtársával, a toulousi Jeux floraux pályázat díjazottjaival, de a lap 1824-ben megszűnt.
1825-ben részt vett X. Károly koronázásán Reimsben, a király személyes meghívására, és még abban az évben megkapta a francia Becsületrend lovagi fokozatát.

### A romantikus dráma megteremtője
Charles Nodier író és akadémikus 1824 januárjában Artois grófjának (a későbbi X. Károly király) a könyvtárosa lett a Bibliothèque de l'Arsenal-ban. Áprilistól Nodier irodalmi találkozókat rendezett a könyvtárban. Minden vasárnap este itt gyűltek össze az írók, költők és művészek, hogy felolvassák és megbeszéljék írásaikat, verseiket. Politikával is foglalkoztak. A cénacle-nak nevezett összejöveteleket a romantika bölcsőjének tartották, és nagy hatással voltak Hugo fejlődésére. Alfred de Vigny, Alfred de Musset, Id. Alexandre Dumas és Eugène Delacroix is részt vettek az irodalmi estéken. A Cromwell-előszó megjelenése után elmarasztaló vélemény jelent meg névtelenül a La Quotidienne hasábjain, nagy valószínűséggel Nodier tollából. A cikk azonban elismeréssel szólt Hugo írói tehetségéről. 1827-től Hugo nem vett részt Nodier összejövetelein, Charles-Augustin Sainte-Beuve-vel megalakította saját irodalmi körét a Notre-Dame-des Champs utcai lakásán. Hugo csoportjához Honoré de Balzac is csatlakozott.

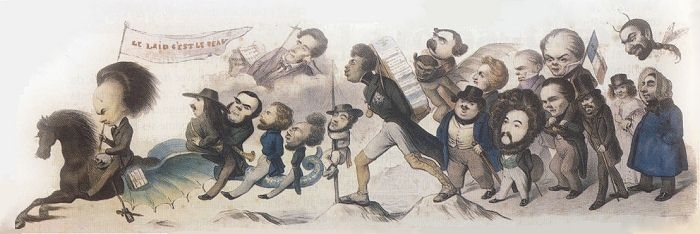
Hugo vezeti a romantikus dráma „védelmezőit” a romantika Pegazus lován

Hugo ekkor már költő, regény- és drámaíró, sőt újságíró is volt. Az utolsó bástya, a színház bevételére készült, ahonnan a klasszicista hagyományok és a cenzúra tartotta távol a romantikát. Az elméleti támadást 1827 decemberében indította, amikor Cromwell-drámájának igazolására fontos értekezést adott ki Párizsban, amelyet az irodalomtörténet Cromwell-előszóként tart nyilván. Ebben fejtette ki nézeteit a művészet szabadságáról, a klasszicista dráma hármas egységének megszüntetéséről, a groteszk modern szépségéről. A politikai támadás 1829-ben a Marion de Lorme című darabbal történt, de X. Károly betiltotta felségsértés gyanúja miatt. Végül 1830. február 25-én este felgördült a függöny a Théâtre-Français (Comédie-Française) színpadán az Hernani előadásán. Ezzel a darabbal teremtette meg a romantikus dráma műfaját.
Hugo rajongói, a romantikus dráma támogatói, jó családból származó ifjak, a művészetek és a költészet szerelmesei eljöttek az előadásra. De voltak ott írók, fiatal festők, zenészek, szobrászok, építészek, kritikusok is, a jövő lovagjai, a szellem bajnokai, a művészet szabadságának védelmezői. Ezek a hosszú hajú, bajuszos, szakállas ifjak farkasszemet néztek a parókás, simára borotvált arcú urakkal. Mert ez nem volt egy szokásos előadás. Két rendszer, két civilizáció, két hadsereg, állt egymással szemben, akár összecsapásra is készen… S ezek a lelkes, fiatal romantikusok vitték győzelemre a darabot, hatalmas tapsviharral, hangos ovációval.
Théophile Gautier, aki feltűnő piros mellényben és széles karimájú lapos kalapban ült a nézőtéren, így emlékezett vissza: „Jóval az előadás kezdete előtt ültünk be a Théâtre-Français nézőterére... Voltak közöttünk fiatal költők, festők, szobrászok – mindenki fiatal volt akkor! lelkes és hittel teli, készen arra, hogy győzzön vagy meghaljon a nagy irodalmi csatában…. Igen, hidegvérrel néztük a lárvaarcú, elmaradott gondolkodású urakat, a művészet, az ideálok, a szabadság és a költészet ellenségeit, akik az öregkori debilitástól remegő kézzel akarták elzárni a jövő kapuját. …Skalpokra vágytunk, de tudtuk, hogy csak parókákat szereztünk volna….”

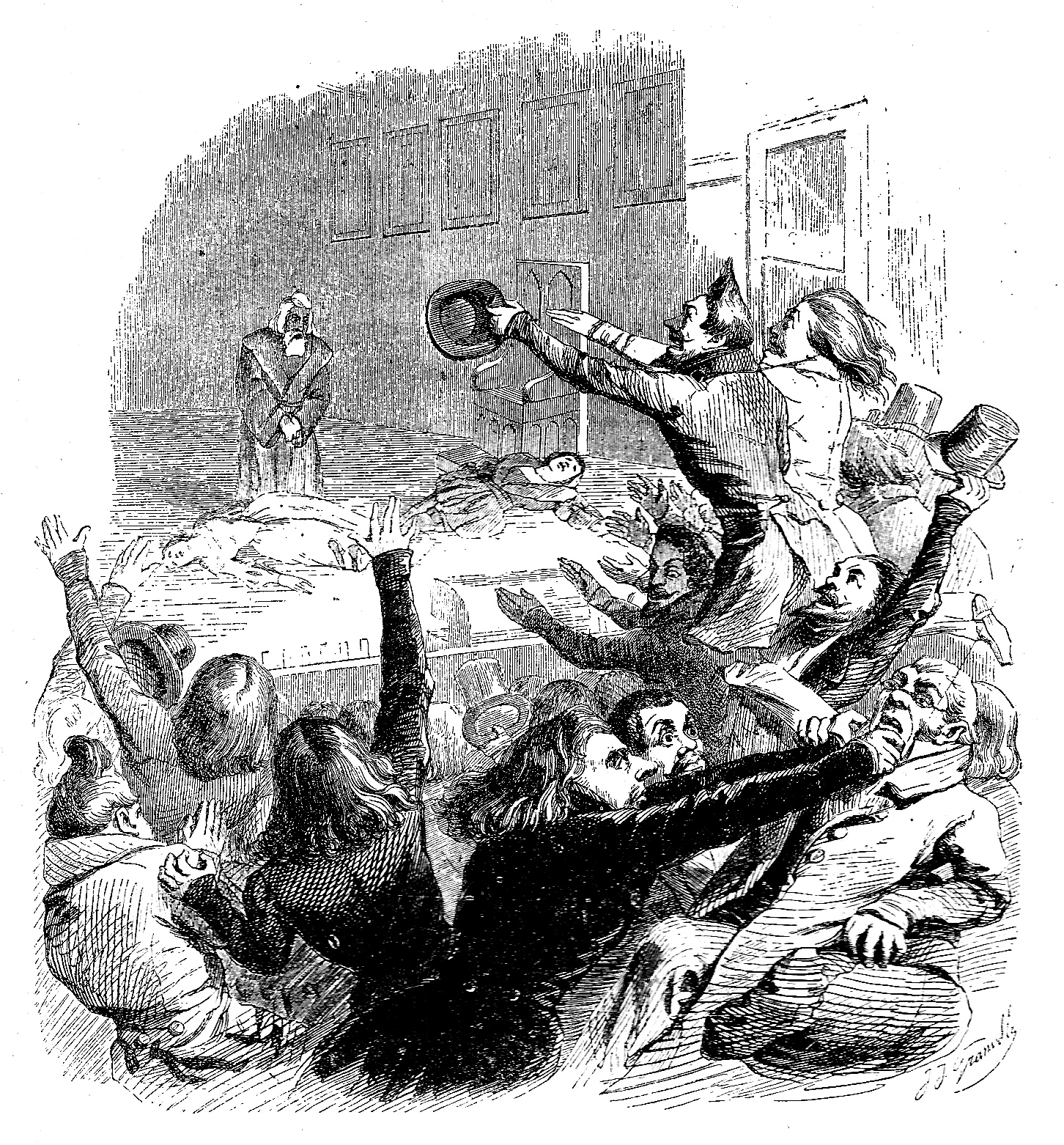
Hernani csatája (korabeli metszet)

Bár a hagyomány „az Hernani csatájaként” említi az előadást, valójában nem került sor tettlegességre ezen az emlékezetes estén.
A siker ellenére a reakciós irodalmi párt és sajtója támadásba ment át, és a darab körüli csatározás folytatódott. A don Ruy Gomez szerepét játszó Joanny nevű színész a következőket jegyezte fel naplójában az előadásokról:
Február 25. Az Hernani egyöntetű sikert aratott.
Február 27. A darabot erőteljesen támadták, és erőteljesen meg is védték.
Március 3. Elkeseredett támadást indítottak a darab ellen.
Március 10. Verekedésre került sor, félbeszakadt az előadás. A rendőrség kiszállt, és kiabálás, ováció, tolongás közepette letartóztatta a rendbontókat.
Március 15. A események megismétlődtek. Sokan jöttek az előadásra, és nagy botrány kerekedett.
Március 20. Még az eddiginél is nagyobb volt a botrány az előadáson.
Június 18. Botránymentes előadás volt, jól tudtam játszani szerepemet.
A dráma hamarosan nem számított már újdonságnak, az előadások nyugodt légkörben folytak. A darabot később is színpadra vitték (1838, 1841, 1844, 1845). 1838-ban a színházkritikus Gautier már kevesebbet foglalkozott magával a drámával, de annál többet az 1830-as „Hernani csatájával”.

### Házassága

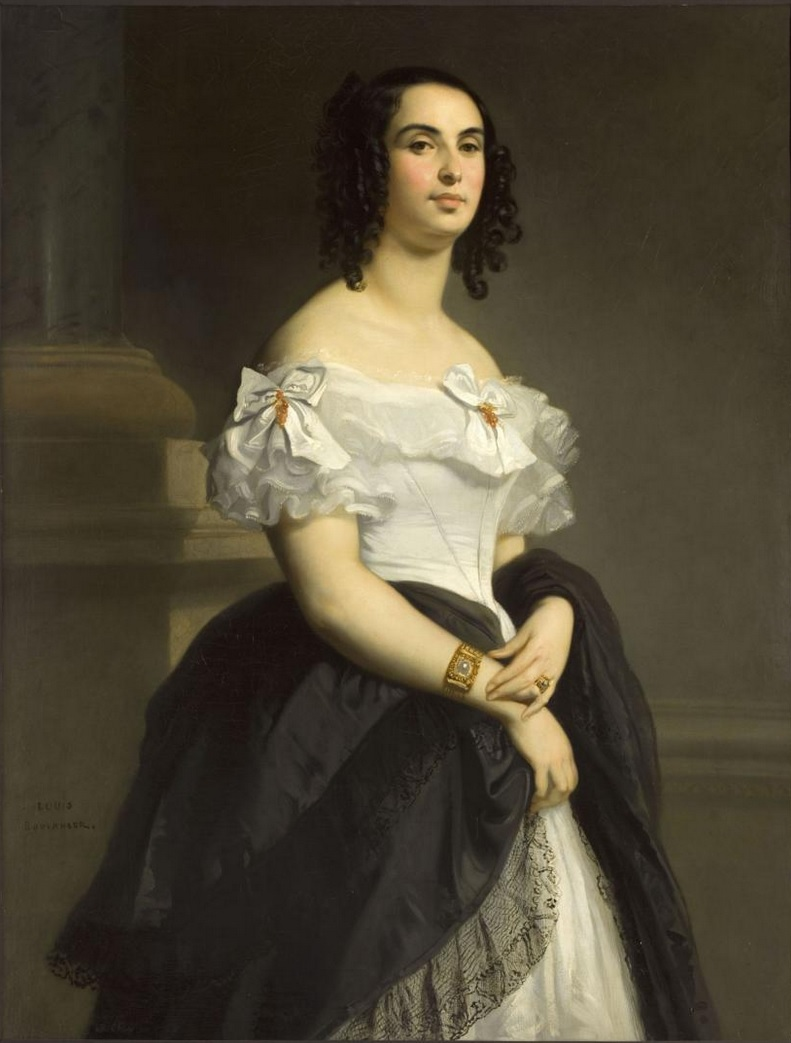
Adèle Hugo

Az Hugo és a Foucher család baráti kapcsolatban állt egymással. A Quartier Latin magaslatán, egy ugrásra a Panthéontól, a ciszterci apácák egykori zárdájának földszintjén lakott Hugo asszony három fiával 1809 júliusa és 1813 decembere között (12, impasse de Feuillantines). Victor és Adèle már gyermekként együtt játszottak a zárda dús és elvadult növényzetű kertjében. Hugo egy 1839 májusában írt versében nosztalgiával emlékezett vissza erre a gyermekkori paradicsomra, amit Feuillantines-nek nevezett.
1819 áprilisában bevallották egymásnak szerelmüket, és levelezni kezdtek. Hugo menyasszonyának tekintette Adèle-t, akitől nagyon távol állt az irodalom, de tehetségesen rajzolt. Hugo folyton szemrehányást tett neki leveleiben ridegsége és passzivitása miatt. Közben a két család viszonya megromlott, emiatt a levelezés is megszakadt egy időre. 1821-ben meghalt Hugo édesanyja, és ekkor titokban eljegyezték egymást. Hugo ekkor már eléggé ismert költő volt, évi királyi kegydíjban is részesült, így Adèle szülei beleegyeztek a házasságba, és 1822. október 12-én megtartották az esküvőt a Saint-Sulpice-templomban, Párizsban. Az ifjú asszonyt megijesztette Hugo növekvő hírneve, és nem akart részt venni férje intenzív intellektuális életében. Hugo számos verset írt hozzá, amelyek az 1822 és 1835 között megjelent lírai kötetekben szerepelnek. 1826 és 1837 között a költő gyakran tartózkodott Bièvres-ben, a Château des Roches kastélyban, Bertin l’Aîné vendégeként. Itt találkozott Hector Berliozzal, François-René de Chateaubriand-nal, Liszt Ferenccel, Giacomo Meyerbeerrel, és itt születtek az Őszi lombok versei is. Adèle kiváló anya volt, de elszigetelődött. Rendkívül diszkréten elfogadta a család bizalmas barátjának, Charles-Augustin Sainte-Beuve-nek udvarlását, aki verseket írt hozzá. Adèle lányuk születése után a házastársak fizikailag is eltávolodtak egymástól.
Adèle mindig tudott férje szerelmi ügyeiről, de szemet hunyt felettük. Juliette Drouet színésznőt 1833-ban ismerte meg Hugo, ő játszotta Negroni hercegnőt a Lukrécia Borgiá-ban. Juliette egész életét az írónak szentelte, ő mentette meg a börtöntől III. Napóleon államcsínye után, és bár követte Hugót az emigrációba, nem éltek együtt. Hugo számos verset írt hozzá. Minden évben együtt ünnepelték megismerkedésük évfordulóját, és írtak a közösen vezetett, gyengéd szeretettel Évfordulók könyvé-nek nevezett füzetbe.
Hugo és Adèle házasságából öt gyermek született. Léopold (három hónapos korában meghalt), Léopoldine (1824–1843), Charles (1826–1871), François-Victor (1828–1873), Adèle (1830–1915). 1843-ban Léopoldine és férje Villequier-ben vízbe fulladt, amikor csónakjuk elsüllyedt. Hugót mélyen megrázta szeretett lányának halála. Ez a fájdalom ihlette néhány versét, például a híres Demain, dès l'aube...-ot. Mindkét fia követte Hugót az emigrációba. Charles halála után gyengéd szeretettel vette körül Georges és Jeanne unokáit, amiről A nagyapaság művészete tanúskodik. A gyermekek Papapának hívták. Adèle túlélte édesapját, de korán kezdődött elmebaja miatt szanatóriumba kényszerült.
Georges unokájának fia, Jean Hugo festőművész 1984-ben halt meg.

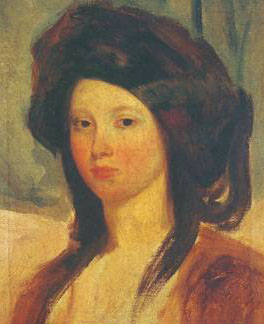
Juliette Drouet szmirnai viseletben

### A Francia Akadémia és a főrend tagja
1837. július 2-án a Francia Becsületrend tiszti fokozatával tüntették ki, 1841. január 7-én pedig a Francia Akadémia tagja lett. Háromszor akadályozta meg tagságát egy maroknyi akadémikus, Étienne de Jouy-jal az élen, akik a romantika ellenségei voltak. Hugo az első akadémikus, aki a 19. században született. 1845-ben az Akadémia igazgatója lett. Támogatta Alfred de Vigny, Honoré de Balzac, Id. Alexandre Dumas, Alfred de Musset akadémiai tagságát. 1845. április 15-én Lajos Fülöp király vikomt rangban felvette a főrendbe. Ez lehetővé tette, hogy bekerüljön az eléggé konzervatív felsőházba.

### A politika színterén
Ifjúkorában közel állt a konzervatívokhoz, a restauráció alatt X. Károly király híve volt. Ez hasonlóságot mutatott Chateaubriand politikai irányvonalával. Édesanyja halála után közelebb került apjához, aki sokat mesélt neki a napóleoni hadjáratokról. Hugo felülvizsgálta a közelmúlt történelméről vallott nézeteit. Megkísérelte feldolgozni kettős örökségét, édesapja I. Napóleon iránti rajongását és édesanyjának royalista beállítottságát. 1827-ben az Osztrák Császárság nagykövetségén rendezett estélyen a portás bejelentette Nicolas Jean-de-Dieu Soult marsall, Édouard Mortier marsall, valamint Étienne Jacques Joseph Macdonald marsall érkezését, de szándékosan nem említette meg hercegi rangjukat, amelyet I. Napóleon császártól kaptak. Az eset gróf Apponyi Antal legitimista nagykövet szolgálati ideje alatt történt. Nagy volt a felháborodás, Hugo úgy érezte, mintha édesapját sértették volna meg, aki szintén a császárság grófja volt. Az Óda a Vendôme tér oszlopához című verssel válaszolt erre az incidensre. A vers Napóleon dicsérete, akit a költő Nagy Károlyhoz és Franciaország dicső királyaihoz hasonlít.

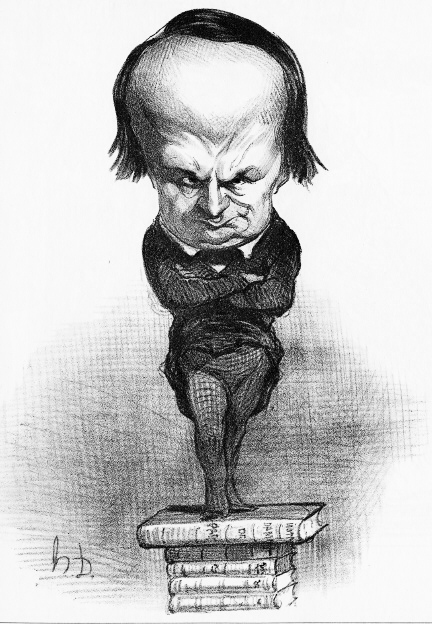
Honoré Daumier karikatúrája Hugóról (1849)

Az 1848-as forradalom idején a főrend tagjaként a királyság mellé állt, és támogatta azt a javaslatot, hogy Lajos Fülöp lemondása után Ilona mecklenburg–schwerini hercegnő (orléans-i hercegné) lehessen kiskorú fiának, Fülöp orléans-i hercegnek, Párizs grófjának a régense. Úgy gondolta, hogy az Orléans-ház hatalmon maradása Franciaország érdeke.
A Második Francia Köztársaság kikiáltása után Hugo Párizs 8. kerületének polgármestere lett, Alphonse de Lamartine a Közoktatási Minisztérium vezetését ajánlotta fel neki az 1848-as ideiglenes kormányban, de ő nem fogadta el. Az 1848 áprilisában tartott választásokon, amelyeken nem indult hivatalosan, 60 000 szavazatot kapott Párizsban. A május 24-i pótválasztáson közel 87 000 szavazattal képviselővé választották. Mivel jobboldali listán indult, a konzervatív jobboldallal, Louis-Napóleon Bonaparte (I. Napóleon unokaöccse) mellett ülésezett az Alkotmányozó nemzetgyűlésben. Hugo tizenkét beszédet mondott a nemzeti műhelyekről, az irodalomról és a szépművészetekről, a halálbüntetésről, a sajtószabadságról. Az 1848. augusztus 9-i törvényre szavazott, amely az ostromállapotra hivatkozva betiltott néhány republikánus napilapot. Fiai megalapították a L’Événement újságot, amely a köztársaságpárti Louis Eugène Cavaignac miniszterelnök elleni kampány szócsöve lett, és Charles Louis Napóleon Bonaparte jelölését támogatta az 1848-as elnökválasztáson. Hugo ellenezte az egykamarás törvényhozó gyűlés elvét, és az 1848-as alkotmány ellen szavazott. Charles Louis Napóleon Bonaparte személyes kapcsolatban állt Hugóval elnöksége kezdetén. Hugo mérséklő, békítő hangú felszólalásai konzervatív gondolatokat hordoztak azokban az években, amelyektől később elhatárolódott. A fiatal képviselő ekkor még habozott a független (párton kívüli) politizálás, a liberalizmus és a konzervativizmus között. A baloldali republikánusokkal osztozott a nép iránti szeretetben, a jobboldaliaknál elítélte a demokratikus reformok és a szociálpolitika teljes elutasítását. Mandátuma május 26-án járt le.
Az 1849 májusában tartott választások után bekerült a törvényhozó nemzetgyűlésbe, amit „csatatérnek” tekintett. „Politikába keveredett költőnek” nevezték, és sokan köpönyegforgatással vádolták, mert az egykori királypárti költőből és a felsőház tagjából köztársaságpárti képviselő lett. Felszólalásait gyakran szakították félbe közbeszólásokkal. Ellenzéki politikusként hosszú, ékesszóló beszédeket mondott. Képviselőtársai rossz szónoknak tartották, mert a kor szokásával, az improvizálással ellentétben előre megtanulta a szöveget.
A nyár folyamán fokozatosan elfordult a testület konzervatív többségétől, mert nem értett egyet reakciós elveikkel. Elszántan védte a köztársaság nagy eszméit, a nép szuverenitását, az általános választójogot, a sajtószabadságot, a haladás, a szabadság és az emberiség nagy ideáljait. 1850 januárjában Alfred de Falloux törvényjavaslata ellen szavazott, amely újjászervezte az oktatást a katolikus egyháznak kedvezve. 1850. január 15-én beszédet mondott Az oktatás szabadsága címmel, amelyben ingyenes, kötelező oktatást kért mindenki számára, mert a gyermekeknek joguk van a tanuláshoz, és ők jelentik egy ország jövőjét. Kérte, hogy az állam biztosítsa és ellenőrizze az oktatást, s ehhez az állam laicitása elengedhetetlen. Májusban harcolt az általános választójogot korlátozó törvény ellen, júliusban pedig az Eugène Rouher által javasolt törvénnyel szegült szembe, amely korlátozta a sajtószabadságot. A nyár folyamán szembe került azzal a törvénnyel, amely alkotmánymódosítást javasolt Charles Louis Napóleon Bonaparte újraválaszthatósága érdekében. 1851 júniusában Charles fiát védte az Igazságügyi Palotában, akit azért állítottak bíróság elé, mert egy halálbüntetést ellenző cikket közölt a L'Événement hasábjain. Charles-t hat hónap börtönre ítélték, a Conciergerie-ben töltötte le büntetését. Hugo szeretett volna közoktatási miniszterként bekerülni az új kormányba, de Louis-Napóleon mellőzte őt. Hugo, aki sejtette, hogy államcsínyre készülnek, ellenzékbe vonult. 1851. július 17-én klerikalizmussal vádolta az új kormányt, és elmarasztalta a „Kis Napóleon” (Napoléon le Petit) diktatórikus módszereit. 1851 novemberében öt órán át szónokolt a monarchia intézménye ellen, és közel állt az ájuláshoz. Az 1851. december 2-i államcsíny estéjén mintegy hatvan képviselő élén röpiratot szerkesztett, amely fegyveres ellenállásra szólított fel.

### Az emigráció évei

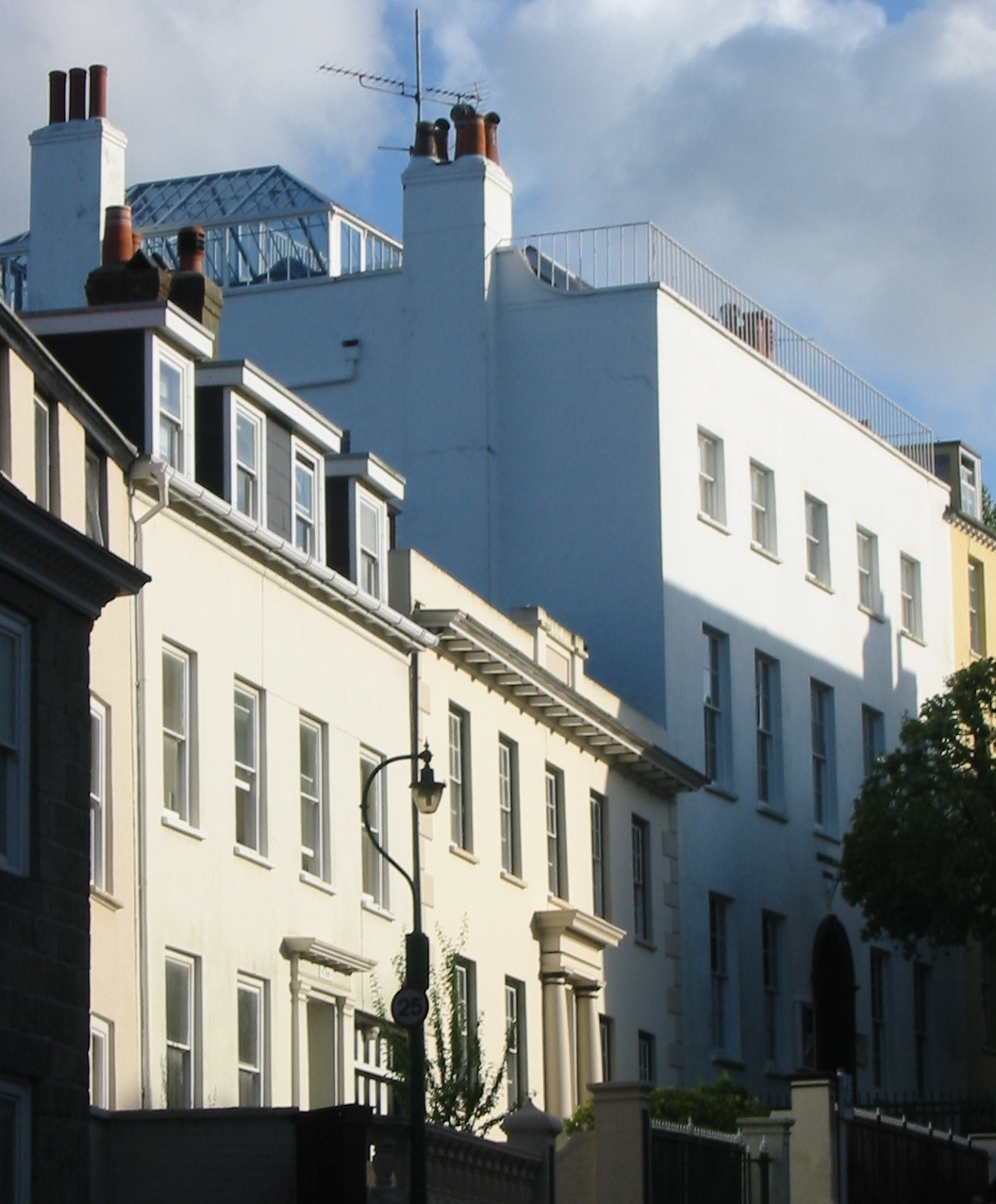
Hauteville House Guernsey szigetén

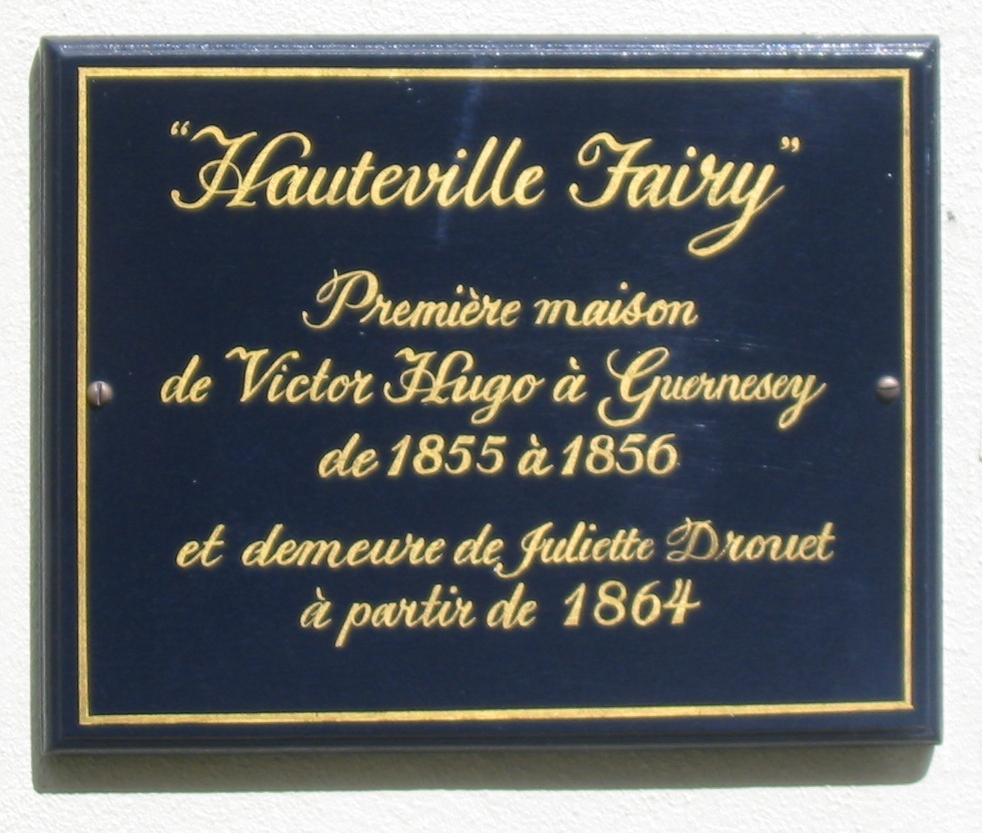
Emléktábla Victor Hugo egykori lakóhelye falán Guernsey szigetén, Saint Peter Portban

Hugo az államcsíny után egy hétig bujkált, a rendőrség kereste. 25 ezer frank jutalmat ígértek annak, aki nyomára vezet. Megkezdődött a köztársaságpártiak üldözése. 26 ezer embert letartóztattak, 9500 személyt deportáltak Cayenne-be és Algériába, 1500 személyt kiutasítottak az országból, köztük 66 képviselőt. Juliette Drouet Jacques-Firmin Lanvin nyomdai munkás nevére kiállított útlevelet szerzett Hugónak, aki december 11-én vonaton Brüsszelbe szökött. Charles fia, miután kiszabadult a börtönből, követte apját.
Az emigrációban legfontosabb feladatának tartotta, hogy harcoljon a hatalmat birtokló III. Napóleon ellen. December 14-én kezdte papírra vetni az államcsíny négy napjának eseményeit, Egy politikai gaztett története címmel. Hónapokon át dolgozott a könyvön. A feleségével váltott leveleiből kiderül, hogy végül azért hagyta abba, mert hatalmas mennyiségű dokumentumot juttattak el hozzá folyamatosan, amelyek alapján állandóan javítania kellett a szöveget, és 1852–53-ban nyolc publikáció is megjelent az államcsínyről. Hugo csak huszonöt évvel később, 1877-ben adta ki könyvét, amikor hasonló politikai helyzet állt elő Franciaországban.
1852. január 9-én III. Napóleon aláírta Hugo hivatalos kiutasítását „állambiztonsági okokra” hivatkozva. Az író válaszként májusban megírta a Kis Napóleon című, rendkívül éles hangú politikai pamfletjét, ami 1852. augusztus 5-én jelent meg Londonban. Hugo áttelepült Jersey szigetére, ott írta a Fenyítések-et, amelyben támadta a Második Császárságot. 1855-ben a sziget kormányzója kiutasította az írót, aki ekkor Guernseyre költözött. 1859-ben amnesztiát hirdetett III. Napóleon. Hugo azon néhány emigráns közé tartozott, akik nem akartak élni vele. Kezdetét vette önkéntes száműzetése.
E nehéz évek alatt adta ki a Szemlélődések verseskötetét (1856), Az évszázadok legendáját (1859), valamint a Nyomorultak-at (1862). Az 1860-as években többször is átutazott Luxemburgon, amikor a Rajna német szakasza felé tartott (1862, 1863, 1864, 1865).
1853-ban spiritiszta szeánszokon vett részt Jersey szigetén. Állítólag sikerült kapcsolatba lépnie Leopoldine szellemével. Később nyilvánosan kijelentette a lélek halhatatlanságával kapcsolatban: „Akiket elsirattunk, nem távoztak el közülünk, csupán láthatatlanok.”

### Visszatérés Franciaországba
Francia vereséggel végződött a porosz–francia háború legfontosabb csatája, aminek következményeként megbukott a Második Császárság, és megalakult a Harmadik Francia Köztársaság. 1870. szeptember 5-én Hugo végre hazatérhetett tizenkilenc évi emigráció után. Szeptember 17-én röpiratban szólította fel honfitársait a porosz invázióval szembeni ellenállásra, és Párizs védelmében aktívan vett részt. A Fenyítések nyilvános felolvasásain gyűjtött összegből három ágyút öntöttek. Nadar engedélyt kért az írótól, hogy a Francia Ballonposta egyik léggömbjét róla nevezhessék el. Hugo beleegyezett. A szervezők csodálkoztak, hogy az eseményen nem jelent meg. Kiderült, hogy az indításról szóló értesítést későn küldték el.

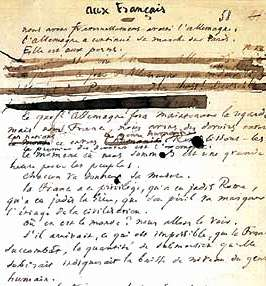
A poroszok elleni felkelésre szólító röpirata (1870. szeptember 17.)

1871. február 8-án 213 000 szavazattal Louis Blanc mögött, de Léon Gambettát megelőzve beválasztották a Nemzetgyűlésbe, ahol 400 monarchista, 200 köztársaságpárti és 30 bonapartista képviselő ülésezett. Hugo is azok közé tartozott, akik szakítani akartak a megalkuvó monarchista többséggel. A Nemzetgyűlés március 1-jén átköltözött Bordeaux-ba, mert Párizs német megszállás alatt állt, a béketárgyalások Versailles-ban folytak. Hugo felszólította a Nemzetgyűlést, hogy ne fogadja el a Franciaország számára megszégyenítő békefeltételeket (5 milliárd aranyfrank jóvátétel fizetése, Elzász–Lotaringia elcsatolása). Ezzel a kijelentésével Hugo tulajdonképpen a forradalmárok mellé állt. A hős párizsi lakosságot dicsérte, mert négy hónapig ellenállt az ellenség ostromának. Hugo azt követelte, hogy térjen vissza a Nemzetgyűlés Párizsba, mert ezzel a főváros lakóit tisztelnék meg. Végül a Nemzetgyűlés elhagyta Bordeaux-t, és Versailles-ba költözött.
1871. március 8-án a Nemzetgyűlés érvénytelenítette Garibaldi képviselővé választását, azzal az indokkal, hogy nem rendelkezik francia állampolgársággal. Garibaldi több mint tízezer szavazattal lett Algír képviselője. Hugo védelmébe vette, de alig hagyták szóhoz jutni, kifütyülték, és azt kiabálták, hogy „Hugo úr nem tud franciául!” Hugo azonnal lemondott képviselői mandátumáról.
Március 15-én váratlan elhunyt Charles fia Bordeaux-ban. Március 18-án, a forradalom első napján a Gare d’Orléans vasútállomásról indult a temetési menet a Père-Lachaise temető felé. Olivier Lissagaray, egykori forradalmár így emlékezett vissza emlékirataiban: „A Bastille-nál …a Nemzeti Gárda fraternizált a katonákkal. Majd hirtelen nagy csend lett. A pályaudvarról érkező koporsó mögött egy aggastyán ballagott fedetlen fővel: Victor Hugo kísérte utolsó útjára Charles fiát. A szövetségesek tisztelegtek fegyvereikkel, és megnyitották a barikádokat a dicsőség és a halál előtt.”
Hugo március 20-án Brüsszelbe utazott, hogy fia hagyatékával foglalkozzon, és onnan követte a kommün eseményeit. A véres megtorlás felháborította. A brüsszeli kormány nyilatkozata ellenére nyilvános levélben közölte, hogy menedéket fog adni a menekülő forradalmároknak. Május 27‑ke éjszakáján kővel dobálták meg házát, a rendőrség vette védelmébe az írót és családját. Két nap múlva megkapta kiutasítását Belgiumból. Ekkor Luxemburgba költözött, Viandenben és Diekirchben lakott, Mondorf gyógyfürdőjében kúrálta magát. Viandenben kezdte papírra vetni a Rettenetes év kötetének verseit.
A párizsi kommünnel kapcsolatban Hugo nem a felkeléshez való jogot, hanem az időpontot, az alkalmat vitatta (nem szabad polgárháborút kezdeni a győztes ellenség szeme láttára), és azt kifogásolta, hogy elszigetelődtek azok a vezetők, akik szakítottak a radikális republikánusokkal. Szerinte a kommün csodálatos dolog, csak sajnos néhány vezető kompromittálta.
1873-ban meghalt François-Victor fia hosszú és súlyos betegség után. Hugo politikai karrierje nem szakadt meg teljesen, mert 1876-tól haláláig a szenátus tagja maradt.

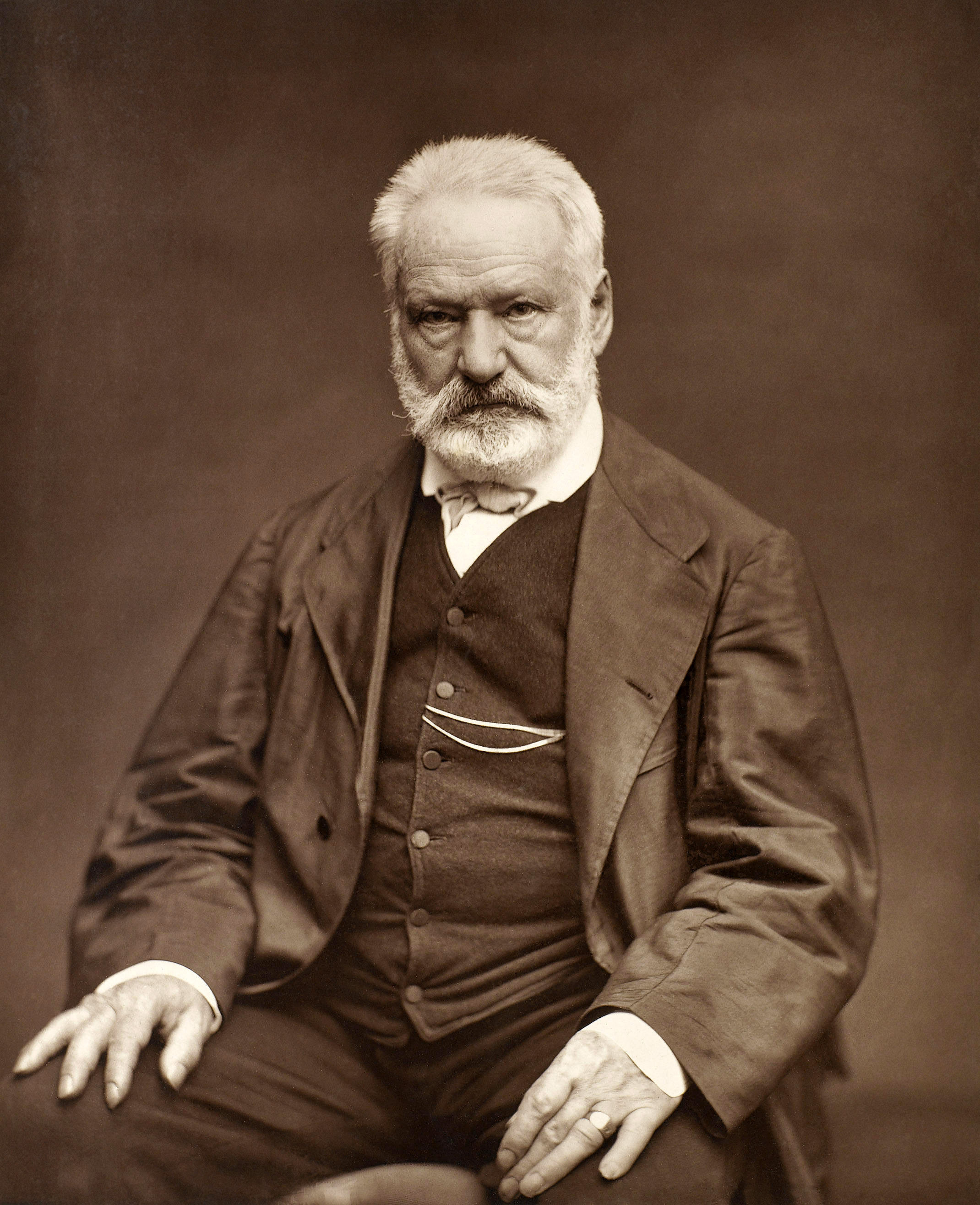
Victor Hugo 1876-ban

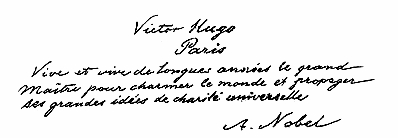
Alfred Bernhard Nobel táviratban köszöntette a 83 éves Hugót

1877-ben adta ki az emigrációban írt könyvét, az Egy politikai gaztett történetét, mert az 1851-es eseményekkel rendkívüli hasonlóságot mutató politikai helyzet állt elő Franciaországban. A kétkötetes mű hatalmas sikert aratott, és természetesen egymástól élesen elütő politikai véleményeket generált. A republikánusok politikai tettként üdvözölték, és elkötelezett, harcos műnek nevezték. A konzervatív sajtót kínosan érintette, és azt kifogásolták, hogy a kormány miért nem tiltotta be a könyvet.
1878 júniusában rosszullét lépett fel Hugónál, amit valószínűleg agyi keringési zavarok okoztak. Négy hónapig pihent Guernsey szigetén Saint Peter Portban, a Hauteville House-ban, csak titkára utazott vele. 1878. november 10-én Juliette Drouet-vel beköltözött egy magánszállodába (Lusignan hercegnő tulajdona volt). Barátja, Paul Meurice író bérelt számukra itt lakosztályt. A hotel a mai 124 avenue Victor-Hugo helyén állt. A Harmadik Francia Köztársaság 1881. július 30-án határozatot hozott az 1851. december 2-i államcsíny áldozatainak járó állami jóvátételről, Hugo is nyugdíjban részesült.
1883. augusztus 2-án Hugo átadta Auguste Vacquerie-nek nyitott borítékban néhány soros végakaratát: „Ötvenezer frankot hagyok a szegényeknek. A szegények halottaskocsiján vigyenek a temetőbe. Az egyház imádságából nem kérek, mondjanak egy imát az összes lelkekért. Hiszek Istenben.”

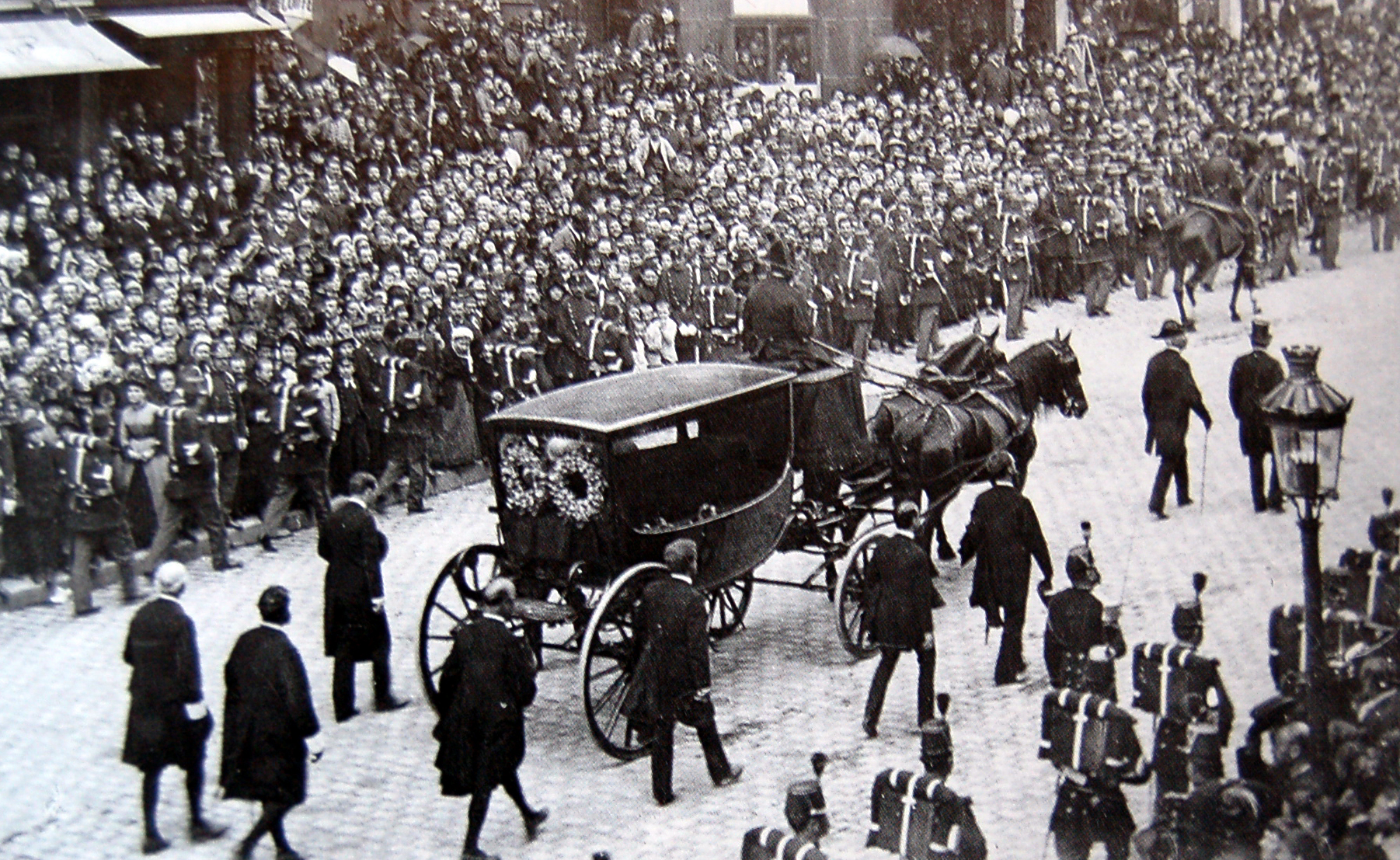
Hugo temetése

Hugo Georges unokájának ezt írta egy papírlapra: „Többet nem fogtok látni engem, de mindig veletek leszek. Soha ne feledjétek, hogy szeretni annyi, mint cselekedni.” Halála előtt ezt mondta: „A nappal és az éj viaskodik egymással”. Hugo 1885. május 22-én hunyt el. Végakarata szerint a szegények halottaskocsiján vitték a temetésre. A Père-Lachaise temető lett volna végső nyughelye, de az 1885. május 26-án hozott rendelet alapján a Panthéonban temették el, június 1-jén.
A fiatal Harmadik Köztársaság ezt az alkalmat használta fel, hogy Panthéonná avassa a Sainte-Geneviève templomot. A koporsót három napra közszemlére tették a Diadalív alatt. Éjszaka a vértes csapattest őrizte lobogó fáklyákkal. A becslések szerint kb. egymillió tisztelője és 85 delegáció hajtott fejet az elhunyt Hugo előtt. Párizs utcái kiürültek. Az üzletek ajtajára kitették a „Nemzeti gyásznap miatt zárva” táblát. A Panthéon felé több kilométeres menet kísérte utolsó útjára a korszak legnépszerűbb íróját, akit már évtizedek óta a francia irodalom egyik kiemelkedő alakjának tartottak.

### A regényíró

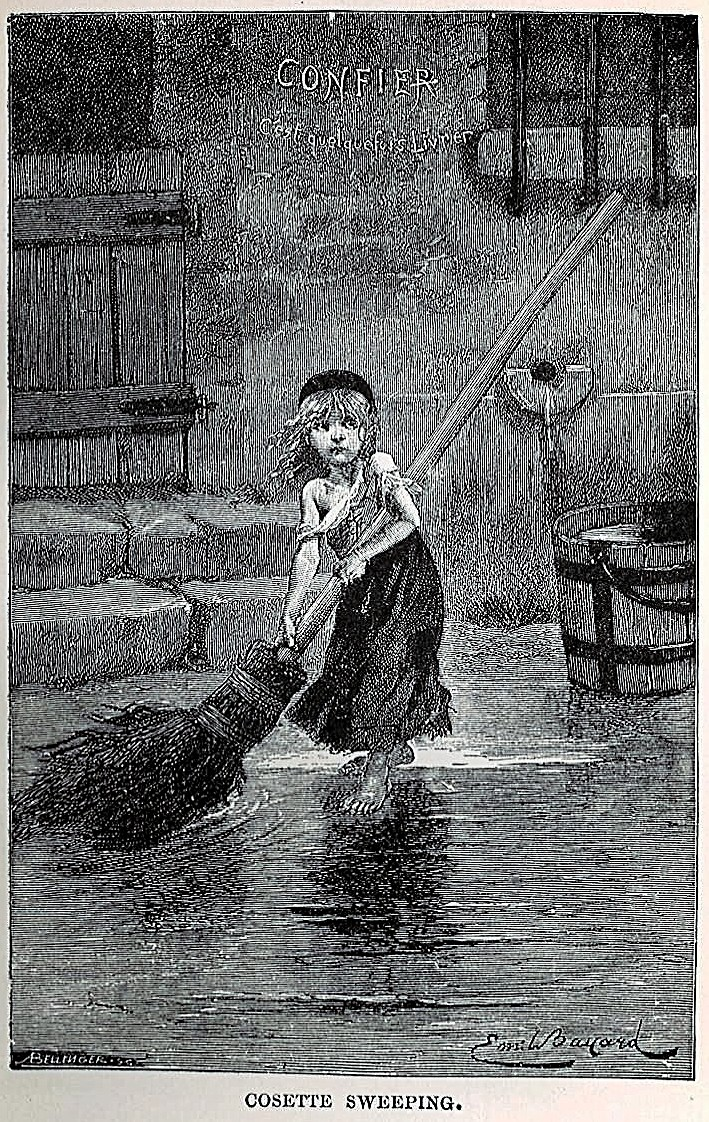
Cosette, A nyomorultak illusztrációja

Hugo kilenc regényt írt, az elsőt 16, az utolsót 72 évesen. Az emigráció előttiek történelmi témájú (Izlandi Han, Bug-Jargal, A párizsi Notre-Dame) és rövidebb lélegzetű, aktuális társadalmi, szociális problémákkal foglalkozó művek (Egy halálraítélt utolsó napja, Claude Gueux). Az emigráció alatt születtek a legismertebb regényei, (A párizsi Notre-Dame kivételével), amelyekben keveredik a történelmi, a társadalmi és a kozmikus (A nyomorultak, A tenger munkásai, A nevető ember). A Kilencvenhárom (1874) írásakor Hugo visszatért Guernseyre.
A romantikus regény végigkísérte életét. Az író mindig megtalálta olvasóközönségét, és soha nem követte a divat szeszélyeit. Ez is hozzájárult ahhoz, hogy még életében klasszikussá vált. Regényei nem szórakoztató írások, szinte mindig eszmék szolgálatában állnak. A hősköltemény, a természet erői, a társadalom, a fatalizmus elleni küzdelem mindig közel állt Hugóhoz.
Bug-Jargal című első regényét 1818-ban 16 évesen írta két hét alatt fogadásból. A Conservateur littéraire adta közre 1819-ben, könyv formájában 1826-ban jelent meg. A történet Santo Domingóban, az 1791-ben kirobbant rabszolgafelkelés és függetlenségi harc idején játszódik.
Az Izlandi Han regényét 19 évesen 1821-ben írta, és 1823-ban jelent meg könyv formájában. A történet Trondheimben játszódik 1699-ben. Már ebben a fiatalkori regényében megfogalmazza véleményét a halálbüntetésről, és a norvég bányászok nyomorúságos életének ábrázolása tanúskodik a társadalmi igazságtalanságok iránti érzékenységéről. Lamartine némi tartózkodással fogadta a regényt, az irodalomkritikus Nodier elismerően szólt a fiatal író élénk, színes és erőteljes stílusáról.

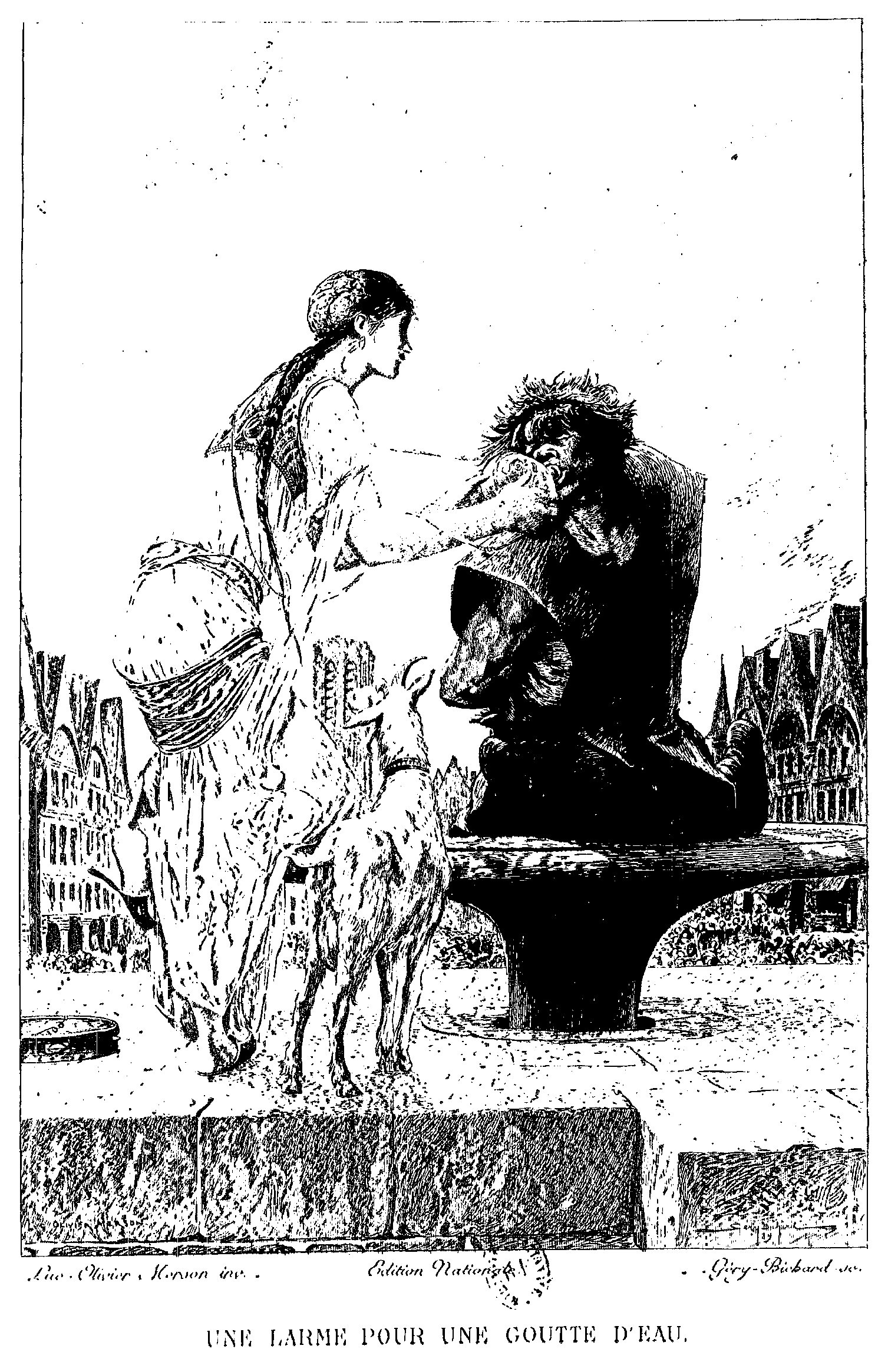
A Párizsi Notre-Dame egyik illusztrációja (1889)

1823-ban a La Muse française-ben elméleti értekezése jelent meg Walter Scottról A Quentin Durward apropóján címmel. Hugo dicsérő recenziót írt a műről, kiállt a történelmi regény műfaja mellett, de a csavargóregényt (pikareszk regény) és a levélregényt elbeszélő stílusuk miatt egyhangúnak tartotta. A romantikus drámai regény mellett foglalt határozottan állást, amely számára a romantikus dráma megfelelője, ahol a jelenet képpé alakul át.
18 éves korában látott kivégzést először, és rettenetes élmény volt számára. Eltökélt szándéka lett, hogy harcoljon a halálbüntetés eltörléséért. 1829-ben tanúja volt, amikor a hóhér gyakorolt a másnapi kivégzésre, olajozta, többször kipróbálta a nyaktilót. Hugo még aznap elkezdte írni az Egy halálraítélt utolsó napja című regényét, amelyet három hét alatt fejezett be. Az elítélt naplószerűen írja le életének utolsó 24 óráját. Ebben a bírósági tárgyalásoktól az ítélet végrehajtásáig terjedő hat hét eseményeit rögzíti. A hosszú belső monológ utal büntetlen előéletére is. Az olvasó nem tudja meg az elítélt nevét, tettére is csak egyetlen mondat utal: „…én szerencsétlen, bűnt cselekedtem, vért ontottam…”. A regény első kiadása a szerző neve nélkül jelent meg. Hugo az előszóban egy elítélt naplójának, vagy egy filozófus illetve költő művének nevezte, a döntést az olvasókra bízta. Hamarosan elterjedt, hogy Hugo írta a regényt. A mű kedvezőtlen fogadtatásban részesült, a íróját beteges képzelettel vádolták. Charles-Augustin Sainte-Beuve és Alfred de Vigny azonban elismerően nyilatkoztak róla. Végül a kritikusok is elismerték a regény erényeit, az „erős gondolatiságot és a lélekelemzés mélységét”. 1832-ben a harmadik kiadás előszavában Hugo részletesen megindokolta, hogy miért ellenzi a halálbüntetést, és hogy a büntetőeljárást és büntetés-végrehajtást alapjaiban kell megváltoztatni. Többek között ezt írta: „A mostoha társadalom által számkivetett gyerekekre 12 évesen dologház, 18 évesen kényszermunka, 40 évesen bitófa vár. Ezeket a szerencsétleneket az iskola és a tanoncműhely jobbá, erkölcsösebbé tette volna, és a társadalom hasznos tagjaivá válhattak volna.”
A párizsi Notre-Dame Hugo egyik legsikeresebb regénye, színhelye a középkori Párizs és gótikus katedrálisa, a Notre-Dame. A regény 1830 januárjában jelent meg.
1832-ben a Bírósági hírekben (Gazette des tribunaux) olvasta egy bizonyos Claude Gueux perösszefoglalóját, akit gyilkosságért ítéltek halálra. S mivel a védőbeszédben saját gondolatai köszöntek vissza, eldöntötte, hogy megírja Gueux életét. A kisregényben hosszasan tárgyalja a társadalom szerepét, felelősségét. Amikor a nép éhezik és fázik, a nyomor kényszeríti bűntettre az embereket. Tanítani, művelni, erkölcsre kell nevelni őket, s akkor nem lesz szükség halálbüntetésre. „Szüntessék meg az ítélet-végrehajtó munkáját. 80 hóhér keresetéből 600 tanítót lehet fizetni.”
1834-ben ezt írta Hugo a Littérature et philosophie című lapban: „Walter Scott színesen megírt, kor- és környezethű prózai művei után másféle regényt kell írni, szerintünk. Szebbet, teljesebbet. Olyat, amely dráma és hősköltemény egyszerre. Színesen megírt, de költői, a valóságot tükröző, de mégis eszmei, igaz, de fenséges. S ekkor Walter Scott és Homérosz egy kategóriába kerülne.”. Az 1823-ban publikált elméleti értekezéséhez képest újdonságot jelentett az epikus Homéroszra tett hivatkozása. Hugo számára az ideális regény egyesíti magában a drámát és a hőskölteményt, véleménye szerint a regény univerzumát kell áthelyezni a hőskölteménybe.
A nyomorultak (1862) az irodalmi realizmus kiteljesedésekor született. Történelmi, társadalmi-filozófiai regény, az író mélyen humanista eszméinek, az emberi természetről vallott nézeteinek megnyilatkozása. Hugo nagy jelentőséget tulajdonított a regénynek, írói munkássága csúcsteljesítményének tartotta. A kortárs írók és költők tetszését nem sikerült elnyernie, de a nép körében hatalmas sikert aratott. Megjelenése évében már lefordították olasz, görög és portugál nyelvekre.
A tenger munkásai (1866) alig hat hónap alatt készült el. A regényhez a következő ajánlást írta: „A vendégszeretet és szabadság sziklájának, az ősi normann föld zugának, a maroknyi, nemes lelkű tengeri nép zord és egyben kedves Guernsey szigetének ajánlom, ahol menedéket, és valószínűleg végső nyughelyet is találtam.”.
A könyv különlegessége, hogy Hugo 36 rajzát tartalmazza. Nem könyvillusztrációnak készültek, a regény írásával párhuzamosan születtek. Hugónak ez az egyetlen rajzokkal illusztrált könyve.
Hugo 1861-től trilógia írására készült. Az első kötet az arisztokráciáról (A nevető ember, 1869), a harmadik a francia forradalomról (Kilencvenhárom, 1874) meg is jelentek. A királyságról tervezett második kötet nem valósult meg. Hugo elmondása szerint A nevető ember politikai, filozófiai, történelmi és drámai mű egyszerre.
A Kilencvenháromban egy régi témát dolgozott fel, nevezetesen a francia forradalom meghatározó szerepét a 19. század irodalmában, politikájában, társadalmi és erkölcsi tudatában. Régóta érlelt gondolatait adta közre a forradalomról, annak legitimitásáról, illetve burkolt véleményét a Párizsi Kommünről.

### A drámaíró

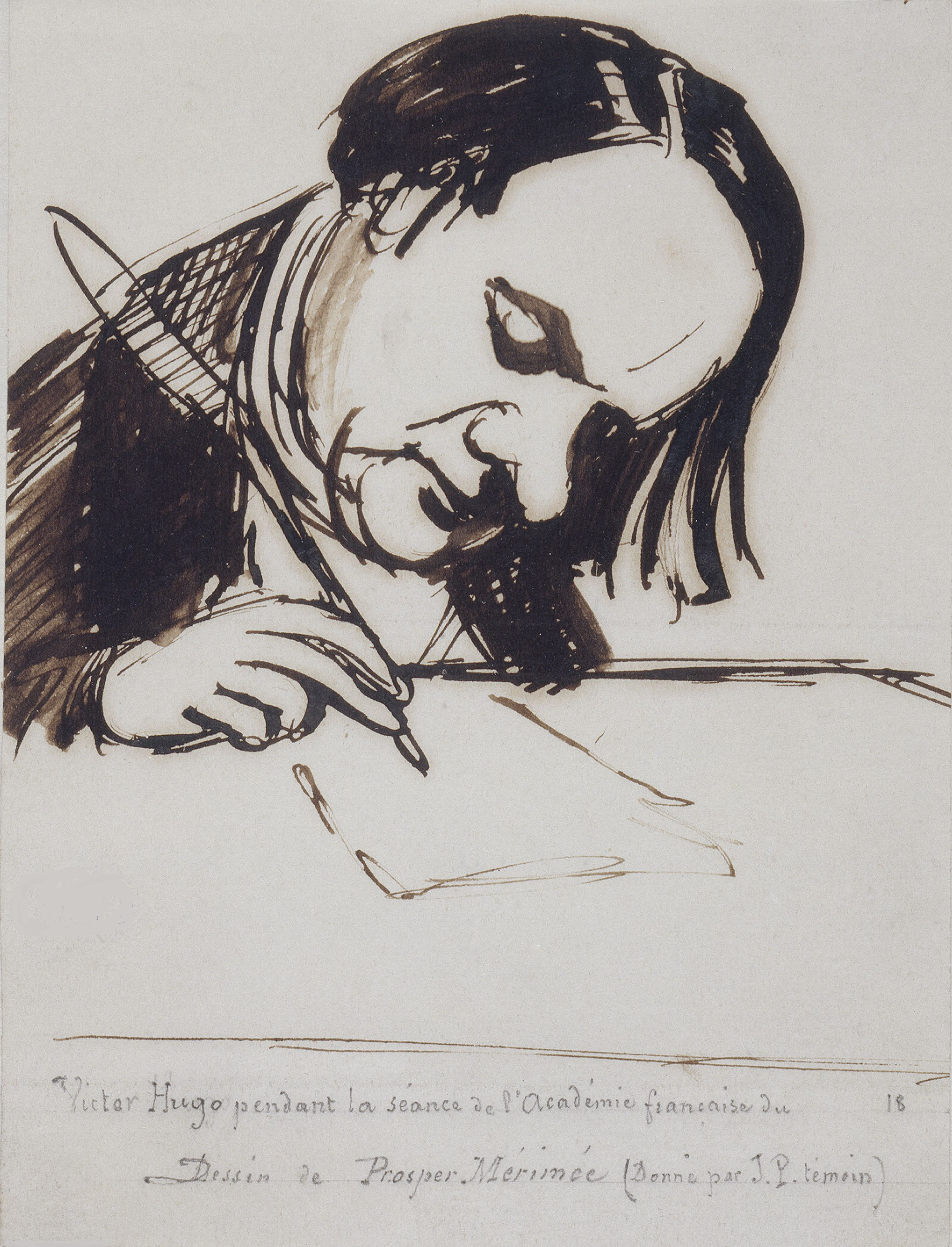
Prosper Mérimée rajza Hugóról

A Lukrécia Borgia, a Tudor Mária, a Burgraves és az Angelo, Pádua zsarnoka kivételével alexandrinban írta verses drámáit Hugo. Darabjaihoz előszót írt, ahol bemutatta a romantikus dráma koncepcióját, igazolta esztétikáját és helyét az irodalomtörténetben, ismertette a cselekmény megértéséhez szükséges történelmi hátteret, valamint Franciaország aktuális politikai helyzetével mutató hasonlóságokat.
1827-ben adta ki a Cromwell című drámáját, amely a 17. századi Anglia történelmi freskója és Oliver Cromwell portréja. A hatalmas terjedelmű darab szinte eljátszhatatlan: (a klasszikus tragédiánál háromszor hosszabb), de a Hugo által elképzelt romantikus dráma példadarabja a gyakori díszletváltozás, a sok szereplő és a benne ábrázolt, viszonylag közelmúltnak számító történelmi események miatt. A dráma publikálását megelőzően, az ún. Cromwell-előszóban új műfajt teremtett, a romantikus drámát, és követelte a dráma színházi műfajként való elfogadását. Megkérdőjelezte a klasszikus színház szabályait, és romantikus témákat vitt színre több szereplővel és helyszínnel. Keverte a közönségest az emelkedettel, a kifinomultat a groteszkkel, s ezáltal mozgalmasabbá tette a hagyományos színházat. A Cromwell-előszóban fejtette ki továbbá a művészet szabadságáról, a klasszicista dráma hármas egységének felfüggesztéséről, a groteszk modern szépségéről vallott nézeteit.
Amy Robsart című drámája megbukott 1828-ban az Odéon színházban. Amy Robsart (1532–1560) I. Erzsébet egyik kegyencének, Robert Dudley-nak volt a felesége (történetét Scott Kenilworth című regénye is feldolgozza). Váratlan halála után a királynő mégsem ment nőül Dudley-hoz, nehogy a haláleset árnyékot vessen hírnevére.
Marion de Lorme (Delorme) című drámáját 1829 júniusában egy hónap alatt írta. Marion Delorme (1611–1650), a XIII. Lajos uralkodása idején élt, szépségéről, műveltségéről és kalandjairól híres, politikai intrikákba keveredett kurtizán rendkívül népszerű társasági szalont vezetett. A dráma első olvasásakor id. Alexandre Dumas, Alfred de Vigny, Sainte-Beuve és a Théâtre-Français igazgatója is jelen voltak. A darab nagy sikert aratott a meghallgatáson, s a színházigazgatók egymással versengve jegyezték elő (Théâtre-Français, Odéon, Porte-Saint-Martin). A dráma azonban fennakadt a cenzúra hálóján. Mivel Hugo ragaszkodott az előadáshoz, kihallgatást kért X. Károlytól, aki XIV. Lajos leszármazottja volt. A király arra hivatkozva tiltotta be a darabot, hogy miért kell a holtakat megidézni, miért kell XIII. Lajost és korát ilyen részletesen bemutatni. Kárpótlásul megemelte Hugo járadékát, de ő nem fogadta el. A drámát 1831-ben mutatták be. Hugo, hogy a Théâtre-Français-t kárpótolja, megírta az Hernanit.
Az Hernani, avagy a kasztíliai becsület című drámájával lett híres 1830-ban, és a modern drámaírók sorába emelkedett. A darab előszavában megismételte mindazt, amit már leírt a Cromwell-előszóban a romantikus drámával kapcsolatban. Kérte, hogy nagyobb megbecsülést kapjon a közönség, a nép, mivel általuk válnak halhatatlanná a művek. Hugo azt is követelte, hogy a költészet is magáénak vallhassa – a politikához hasonlóan – a toleranciát és a szabadságot. A dráma Ernani spanyol városról kapta címét. A cselekmény Spanyolországban, az 1500-as években játszódik. Hugo elmondása szerint lovaglegendák és egy réges-régi spanyol krónika ihlette a dráma megírására. Don Carlos herceg élvhajhászó, kalandkereső életet élt, de megkoronázása után teljesen megváltozott.

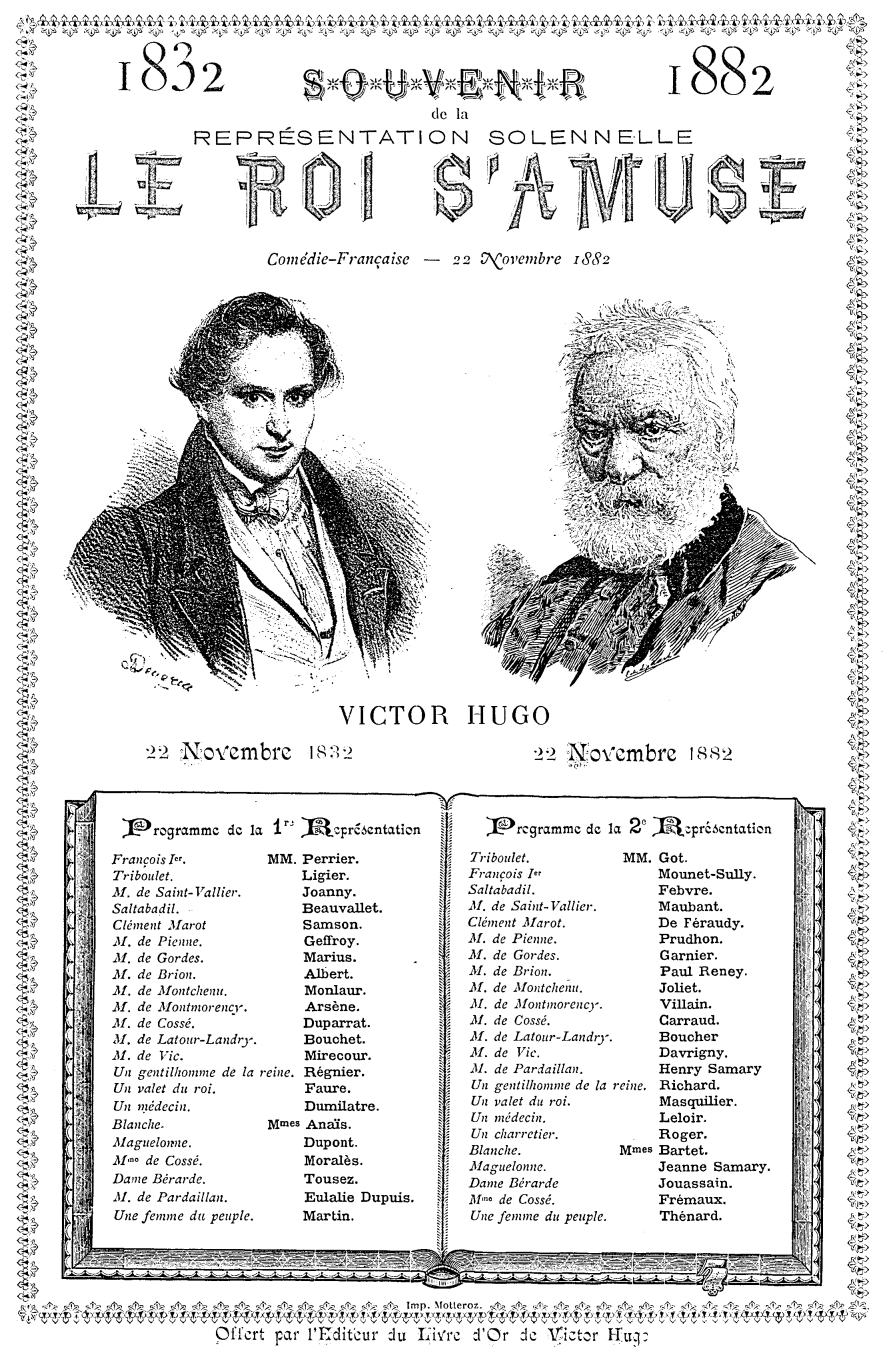
Műsorplakát a dráma 50. évfordulója alkalmából

1832. november 22-én este a Théâtre-Français-ben, a Király mulat előadása a második felvonás végén hatalmas füttykoncert közepette
botrányba fulladt, amikor az egyik színész kihagyott (véletlenül vagy akarattal) két verssort, és a jelenet félreérthetővé vált. Kiderült, hogy a súgó kéziratából hiányoztak. Hugo a színházzal egyetértésben elhalasztotta a másnapi előadást. A La Quotidienne konzervatív lap a romantikus dráma Waterloojának nevezte az előadást. November 23-án a kormány betiltotta a darabot. A történelmi dráma főszereplője valós személy volt, XII. Lajos és I. Ferenc udvari bolondja. A drámában megfogalmazott kritika érzékenyen érintette a nemességet és a monarchiát, ezért betiltották. Hugo beperelte a színházat, mert miniszteri rendeletre levette a darabot műsoráról, holott az 1830 júliusában hozott törvény eltörölte a cenzúrát. Hugo ragyogó védőbeszédet mondott a színház szabadságáért a kereskedelmi bíróságon.
A Lukrécia Borgiát 1833. február 2-án játszották először a Porte-Saint-Martin színházban. A prózában írt drámát két hét alatt fejezte be. A darab felolvasásakor találkozott először Juliette Drouet színésznővel, aki kisebb szerepet játszott a drámában. A darab hatalmas sikert aratott, Donizetti a dráma ihlette librettóhoz még abban az évben operát írt.
A Tudor Mária prózában írt drámáját először a Porte-Saint-Martin színházban adták elő 1833. november 6-án.
Hugo és id. Alexandre Dumas elhatározták, hogy külön színházat hoznak létre a romantikus drámák előadására. A Théâtre de la Renaissance-ban játszották 1838. november 8-án a megnyitóra írt A királyasszony lovagja (Ruy Blas) című romantikus drámát. Don Salluste nemesembert a királyné, II. Károly hitvese kitiltotta az udvarból, mert nem akarta feleségül venni azt az udvarhölgyét, akinek gyermeke született tőle. Don Salluste bosszúra készül, s ehhez lakáját, Ruy Blas-t használja, aki szerelmes a királynéba. A drámát erősen bírálták az ultra-királypárti konzervatívok, mert I. Lajos Fülöp kormányának kritikáját látták benne.
A dráma előszavában Hugo kijelentette, hogy háromféle nézőnek szól a darab. A nőknek, a gondolkodó főknek és a tömegnek. A tömeg cselekményt követel, a nők szenvedélyes érzelmeket, a filozofálók pedig jellemrajzokat, amelyek elgondolkodtatnak az ember életkörülményeiről. Csakis a dráma felel meg e különféle elvárásoknak, mert ötvözi a szenvedélyes érzelmeket ábrázoló tragédiát és a jellemábrázoláson keresztül a komédiát.
Az Angelo, Pádua zsarnoka című drámáját a Théâtre-Français mutatta be először 1835. április 28-án.
A Burgraves című történelmi drámáját először a Théâtre-Français játszotta 1843. március 7-én. A darab megbukott, s ezzel véget ért Hugo drámaírói karrierje. A darab bukását inkább az okozta, hogy a romantikus dráma ellenségei megerősödtek, amikor François Ponsard, a fiatal vidéki drámaíró Lukrécia című darabjával újraélesztette a klasszikus dráma hagyományait. Balzac kiállt a Burgraves mellett. Hugo már nem hitt egy igényes, népi színház megvalósíthatóságában. Ugyanebben az évben meghalt Leopoldine lánya és férje, röviddel házasságkötésük után. Hugo elhagyta a színházat. 1866-ban tért vissza több darabbal, melyeket a Théâtre en liberté számára írt, ezeket halála után mutatták be először.
1869-ben írta a Torquemada drámáját, de csak halála után mutatták be. A darabot a domonkos-rendi Tomás de Torquemada élete ihlette, akinek neve a spanyol inkvizícióhoz kötődik. Hugo Torquemada alakjában különös, fanatikus személyt lát. A dráma egyik epizódjában szembeállítja Paolai Szent Ferenccel, aki szeretetből evangelizál.

### A költő

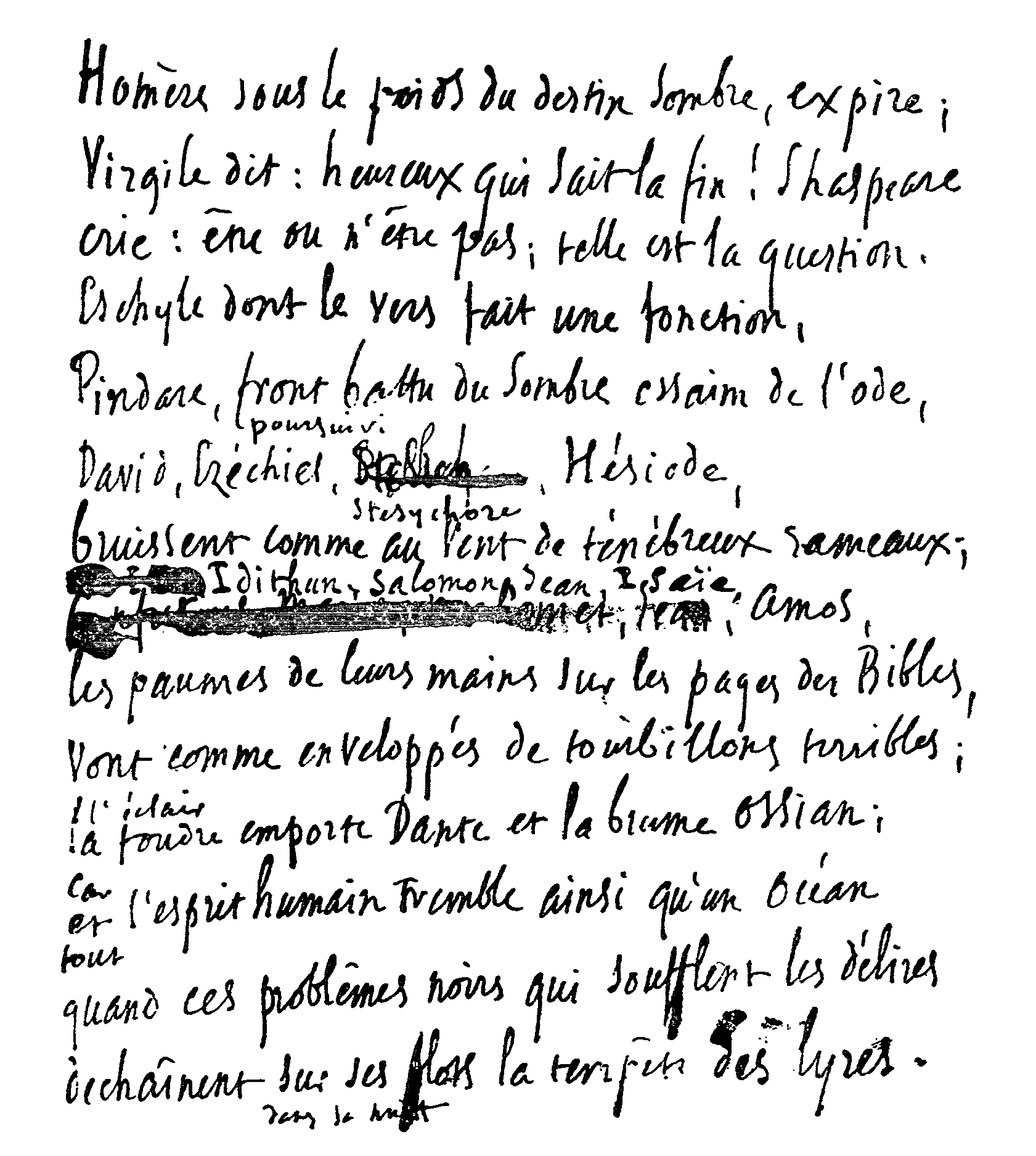
Az egész lant kézirata (fénykép)

Hugo így vallott a költészetről: „A költemény a szívre, az érzékenységre hat, és nem az észre. Az intuitív felismerésre, és nem a logikus érvelésre. Nem bizonyításra törekszik, hanem arra, hogy felkavarja a lelket, és tartós visszhangot keltsen a szívekben.”
1820-ban meggyilkolták Berry hercegét. Ez az esemény ihlette Hugót a Berry hercegének halála című ódájának megírására, amelyet XVIII. Lajos 2000 frank évi kegydíjjal jutalmazott. Chateaubriand, a rajongva tisztelt irodalmi példakép is végre fogadta a csodálatra méltó ifjú költőt. Hugo húszéves volt, amikor megjelent az Ódák című kötete. A Bourbonokat dicsérő költeményeiért a király 1000 frank kegydíjban részesítette. A versek már sejttették Hugo visszatérő témáit: a jelenkort, a történelmi eseményeket, a vallást és a költő szerepét a világban. Lassan szakított a klasszicizmussal, és a romantika felé közeledett. Különösen a fiatal olvasók rajongtak érte. Az verseskötetet négyszer adták ki 1822 és 1828 között.
Az Ódák és balladák (1827) tartalmazta az addig írt valamennyi költeményét. A versek történelmi eseményeket, valamint gyerekkorát idézik. A versforma a hagyományokat követi, de a fiatal költő már kísérletezik a versmértékkel. Gondolkodása érezhetően változott a politikai liberalizmus irányába. A buzgó katolikus megszelídült, több vallási türelmet mutat. Már nem kizárólagosan királypárti és nagyobb helyet szentel a közelmúlt történelmének, a napóleoni időszaknak. Megkísérli feldolgozni kettős örökségét, édesapja Napóleon iránti rajongását és édesanyjának royalista gondolkodását.
„Az egymást követő századok testvérek, óriások,
Sorsuk más és más, de egyformát kívánnak,
Ellentétes utakon bár, de eljutnak azonos céljaikhoz.”
(Ódák és balladák, II. „Történelem”)
Édesanyja halála után közelebb került apjához, akit alig ismert. Az 1823-ban írt Apámhoz című versében először fejezte ki csodálatát Napóleon katonái iránt. Büszkeség töltötte el, hogy a napóleoni harcok egyik hőse saját édesapja. 1827-ben az Óda a Vendôme tér oszlopáról című verse Napóleon dicsérete, akit Nagy Károlyhoz és Franciaország dicső királyaihoz hasonlított. Ezzel a verssel válaszolt az Osztrák Császárság nagykövetségén történt incidensre.
Azután Hugo egy időre félretette a politikát. 1829-ben kezdte el írni a Keleti énekek verseskötetet (kelet témája nagyon divatos volt akkoriban). Az előszóban kiáll a költészet szabadsága mellett és a kötetet – provokatív módon – a „tiszta költészet” haszontalan könyvecskéjének nevezi. Festőien ábrázolja a Földközi-tenger keleti régióit. Virtuóz módon él költői eszközeivel, s egyértelműen érzékelhető szakítása a klasszikus verseléssel és a royalista témákkal. A hellenisztikus civilizáció szeretete érződik a versekben, a költő a görög szabadságharcot és Napóleont is ünnepli. A kötet sikert aratott, s Hugo elismert romantikus költő lett. George Byront és Eugène Delacroixt is megihlette Görögország függetlenségi harca.
Az Őszi lombok (1832), A szürkület énekei (1835), A lélek hangjai (1837) köteteinek lírai hangú verseiben Istent, barátait és a természetet szólítja meg.

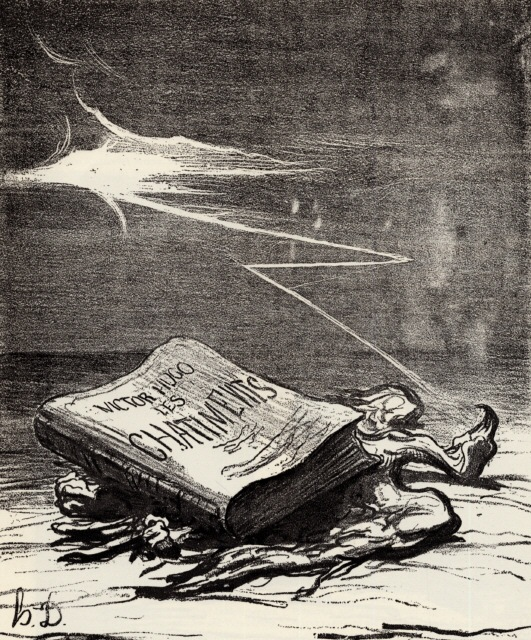
Honoré Daumier rajza a Fenyítések tiszteletére

Az Fények és árnyak verseit 1830-ban írta és 1840-ben adta ki. A költészetet igyekszik közel vinni az emberekhez, harcok és pártok felett álló univerzális területekre kalauzolja őket. A fények a szépséget, a szeretetet, a tobzódó természetet és a boldog napok emlékeit idézik, az árnyak pedig a szomorúságra, a halálra, a királyokra és az elfeledett hősökre utalnak. Hugo számára a fény a tudás, az árnyék pedig a tudatlanság allegóriája, de mindkettő hozzátartozik az élethez. A kötet egyik versében (Fonction Du Poète) fejti ki, hogy a költő látnok, próféta, humanitárius szolgálatot teljesít, a költészetet nagy és nemes ügyek szolgálatába állítja.
„Népek! Hallgassatok a költőre,
 hallgassatok e szent álmodozóra...”
Az emigrációval kezdetét vette egy rendkívül eredeti és termékeny alkotói korszak. A Fenyítésekben (1853) két „bűncselekményt” leplez le. Az elsőt, a Brumaire 18–19-i államcsínyt, Napóleon követte el Franciaország ellen, amikor erőszakkal magához ragadta a hatalmat. A második 1851. december 2-án történt, amikor III. Napóleon államcsínnyel került hatalomra. Hugo gondolatmenetén a Biblia hatása érződik: aki fenyítésről beszél, az bűntettre és vezeklésre is gondol. A költő szerint Isten azért hagyta megtörténni ezeket az eseményeket és azért fenyített, hogy lehetővé tegye a bocsánat elnyerését. A jobb idők eljövetele, a szabadság és testvériség megvalósulása lesz a bűn, a fenyítés és a vezeklés pozitív eredménye. Hugo ezzel egy grandiózus politikai eszkatológiát teremt, ahol a társadalom boldogan és szabadon él. Hugo felfogása szerint a költő Isten üzenetének hordozója. Kegyetlen, szatirikus sőt közönséges is a költő, amikor megbünteti a szégyentelen „unokaöccsöt”. A mű formai szempontból rendkívül változatos, mesét, hőskölteményt, dalt és elégiát is tartalmaz.
Az 1856-ban megjelent Szemlélődések versgyűjteményről így nyilatkozott: „Ez a verseskötet egy lélek emlékezete”. Lírai apoteózis, amelyre a Guernsey szigetén töltött évei és imádott lányának, Leopoldinnak halála nyomta rá bélyegét. Hugo önmagába roskadt, önvizsgálatot tartott és elgondolkodott a világmindenségről. A költő próféta, aki bepillantást nyer a túlvilágba, elé tárulnak a halál utáni élet rejtélyei, s aki megkísérli megfejteni Isten akaratának titkait. A kötet Egykoron (1830‑1843) és Ma (1843‑1855) címmel két fő részre oszlik és mindegyik három könyvből áll. Az Egykoron első könyvében feleleveníti ifjúkori költői kísérleteit, első szerelmeit, első irodalmi harcait. A második tartalmazza kapcsolatuk elején Juliette Drouet-hoz írt verseit. A harmadik a szánalomról szól, a világban előforduló nyomor felfedezéséről. A Ma első könyvében Leopoldine lányát gyászolja (Demain dès l’aube), a másodikban új energiát merít a meditációban, a harmadikban misztikus dimenziókat érint és a remény diadalmaskodik. A kötet Hugo költészetének megújulását jelzi.
A Századok legendáját 1855-ben kezdte el és csak 1876-ban fejezte be, mert közben más műveken is dolgozott. Összefoglalja a világtörténelmet egy hatalmas hősköltemény keretén belül. A „legendák ajtaja mögött lehallgatott történelemről”, az emberiség fejlődéséről van szó. A költő álmában, mint egy vetítővásznon látja az emberiség sötét és borzalmas évszázadai alatt lezajlott fejlődésének folyamatát. Rettenetes víziók kíséretében írja le ezeket az álomképeket, jeleneteket. Hugónak nem volt célja a történelem pontos és kimerítő ábrázolása. Homályos, gyakran kitalált szereplőkkel dolgozik, de akik tökéletesen megszemélyesítik, szimbolizálják azt az évszázadot, amelyben éltek. A lírai, epikus vagy szatirikus hangú költemények sorozatából bontakozik ki ez a hatalmas emberi kaland, amelyben „az ember a sötétségből emelkedik az eszményi felé”, ami nem más, mint az emberiség lassú és fájdalmas felemelkedése a haladás útján, a tudás mindent beragyogó fénye felé.
A rettenetes év kötetét 1872-ben publikálta. 1870 történéseit, a porosz–francia háborút és a Párizsban dúló polgárháborút ábrázolja.
Bár Az egész lant címe Hugótól származik, a verseket, közöttük kiadatlanokat is, Paul Meurice válogatta a költő bizonyos utasításai alapján, és posztumusz jelent meg 1888-ban és 1893-ban.

## Monumentális életmű – Elkötelezett irodalom
Eltökélt szándéka volt, hogy minden műfajban alkosson. Regényeket, verseket, drámákat, tanulmányokat írt. Szenvedélyes szónok volt, de mindig aktuális politikai és történelmi témákban szólalt fel. Ezért szinte lehetetlen elkülöníteni Hugónál a fikciót a politikától.
Hugo 1875-ben rendelkezett irodalmi hagyatékáról. Három barátjára, Paul Meurice-re, Auguste Vacquerie-re és Ernest Lefèvre-re hagyta összes kéziratát és azok valamennyi másolatát. Utasította őket, hogy halála után először a kész műveket, majd a részben befejezetteket rendezzék sajtó alá. A töredékes verses vagy prózai szövegeket, vázlatokat, papírra vetett gondolatokat, amelyeknek túlnyomó többsége a száműzetés alatt született, Óceán címen adják ki, mert vissza szeretné adni a tengernek mindazt, amit tőle kapott. A fennmaradt teljes életmű 53 kötete 40 millió betűkaraktert tartalmaz.
„Írásaim oszthatatlan egészet fognak majd alkotni örök időkig.
Bibliát írok, nem Isten által sugalmazott, hanem embertől származó kinyilatkoztatást.
Egyetlen terjedelmes kötetet, amely összefoglalja a század eseményeit.”

## Író‑ és költőtársak – barátok és vetélytársak

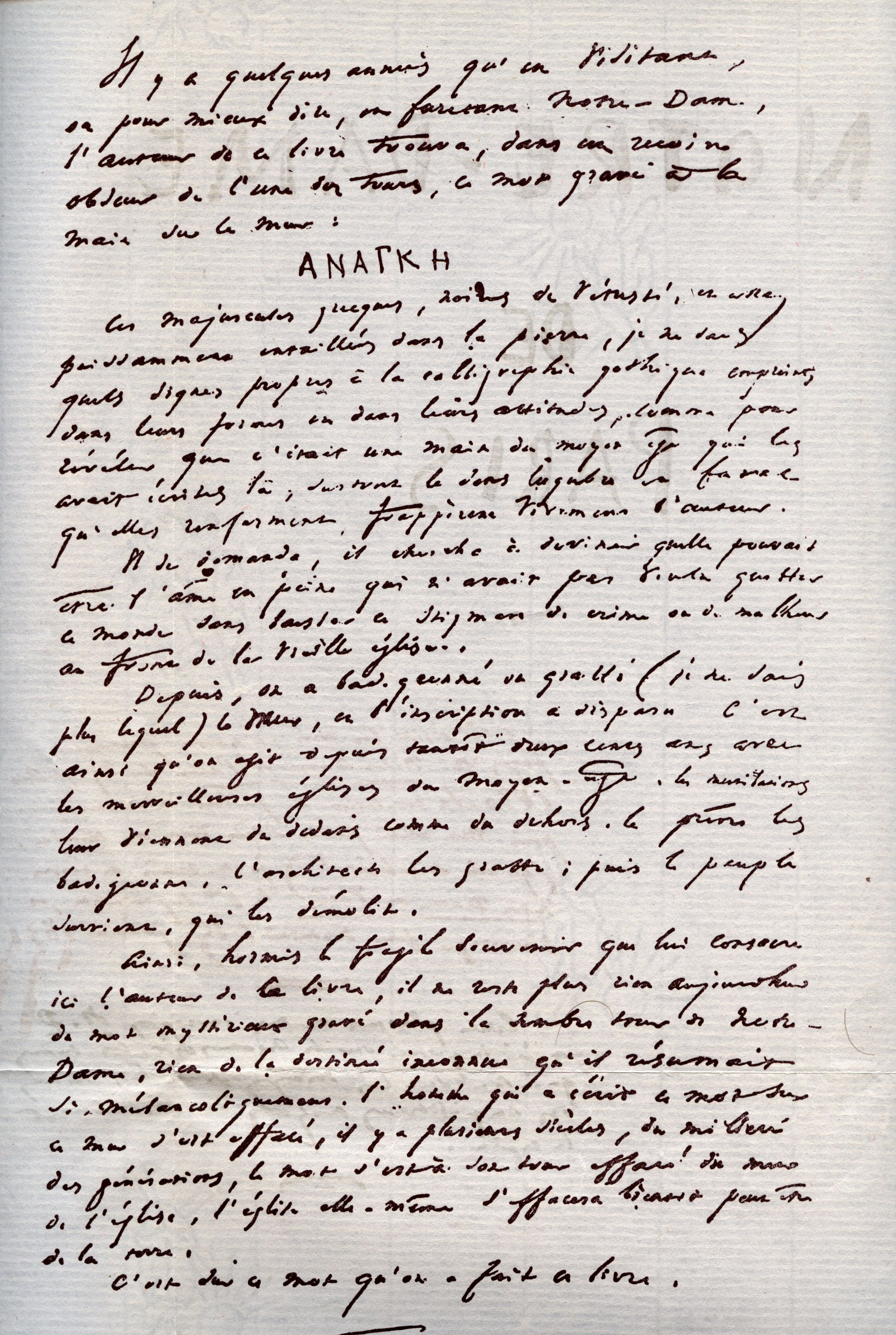
A párizsi Notre-Dame kézirata

A rajongva tisztelt Chateaubriand volt írói példaképe ifjúkorától kezdve. Amikor Chateaubriand politikai folyóiratának, a Conservateurnek megjelent az első száma 1819 decemberében, a három Hugo fivér is megalapította a Le Conservateur Littéraire irodalmi lapot, amely 1821-ben megszűnt. Bár Hugo mindig édesanyja eszméit követte, Chateaubriand Atala című művét, ami a keresztenység apológiája, megvédte anyjával szemben, aki a voltaire-i szellem követőjeként elvetette a dogmatizmust. Chateaubriand Kereszténység szelleme című műve is nagy hatást gyakorolt a fiatal Hugóra. Chateaubriand olvasta a Berry herceg haláláról írt ódáját, csodagyermeknek nevezte az ifjú költőt, és találkozott vele. Amikor 1820-ban kinevezték bécsi nagykövetnek, Hugót is hívta magával, de ő nem akarta elhagyni hazáját. 1822-ben ismét magával akarta vinni Hugót attasénak Londonba, de ő ismét elutasította a kérést. 1824-ben Hugo ódát írt Chateaubriand úrhoz címmel. Chateaubriand jelen volt az Hernani ősbemutatóján, és elismerő üzenetet küldött Hugónak: „Ön tudja, hogy lelkes híve vagyok és büszke lírai költészetére. Én lassan távozom, Ön pedig most érkezik.” 1830-tól, amikor Hugo I. Lajos Fülöpöt támogatta, személyes találkozásaik megszűntek. Ennek ellenére Chateaubriand éveken keresztül Hugóra adta le támogató szavazatát a Francia Akadémián.
Hugo 1828-ban levelet küldött Balzacnak, amelyben kifejezte az író személye és tehetsége iránti nagyrabecsülését. 1829. július 9-én Balzac meghívást kapott Hugo otthonába, ahol a Marion de Lorme című darabját olvasta fel. Balzac elismerően szólt Hugo romantikus műveiről, az Hernaniról azonban megvető bírálatot mondott. Hasonló kritikával illette a Marie Tudort, a Ruy Blas-t, és a Les Burgraves-ot is. Ennek ellenére egymás tehetségét kölcsönösen elismerő barátság alakult ki közöttük. Amikor Balzac Vautrin című darabjának próbái megkezdődtek, Hugo is jelen volt és az íróval együtt küzdött a darab betiltása ellen. Balzac az Elveszett illúziókat Hugónak dedikálta. S amikor mindketten akadémiai tagjelöltek lettek, Balzac visszalépett, hogy Hugo kerülhessen be a Francia Akadémiába. 1849-ben Hugo volt az egyetlen akadémikus, aki Balzacra szavazott az utolsó fordulóig, de sajnos eredménytelenül. Temetésén Hugo mondott méltató búcsúbeszédet.
Barátság fűzte id. Alexandre Dumas-hoz, ami sok vihar ellenére is egy egész életen át tartott. A húszas évek végén mindketten a romantika harcosai voltak. Dumas első történelmi drámája, III. Henrik és udvara, az Hernani bemutatója előtt egy évvel nagy vihart keltett, mert szakított a klasszikus színház hagyományaival. Kezdeti sikereit Hugo féltékenyen figyelte, kapcsolatuk átmenetileg megromlott, de végül kibékültek. Barátságuk stabilizálódott Hugo száműzetésbe vonulása után. Dumas adósságok elől menekülve telepedett át Brüsszelbe, ahol gyakran találkoztak. Sőt Guernsey szigetén is meglátogatta írótársát, és Franciaországba visszatérve nyíltan védelmébe vette őt.
Lamartine-nal rivalizált. 1819-ben Lamartine is részt vett a Jeux floraux pályázaton, ahol Hugo nyerte el az Aranyliliomot. Hugo lelkesen üdvözölte Lamartine Költői elmélkedéseit, cikket írt róla névtelenül a Le Conservateur Littéraire-ben és további írásra bátorította a nála 12 évvel idősebb költőt. Lamartine felismerte Hugóban a lángelméjű költőt, de romanticizmusát félelmet keltően radikálisnak és excentrikusnak tartotta. Mérsékeltebben, szinte a klasszicizmus esztétikája alapján bírálta Hugo drámáit. A párizsi Notre-Dame-ot erkölcstelennek tartotta, mert nem kapott helyet benne a vallás. A nyomorultakról pedig ilyen megjegyzéseket írt: nyelvezete nem túl tiszta, cinikus demagógia és szocialista egalitarizmus jellemzi.
Gautier-t Gérard de Nerval mutatta be Hugónak 1829-ben. A Keleti énekek elolvasása után Gautier abbahagyta a festészetet, és az irodalom felé fordult. Hugo cikket írt a Mademoiselle de Maupin-ről, Gautier jelen volt az Hernani premierjén. 1867-ben a kormány hivatalos kritikusaként elmarasztaló bírálat helyett, állását kockára téve, dicsérően írt az Hernaniról. Ugyanabban az évben III. Napóleon kérésére jelentést készített a Szépirodalom negyedszázados fejlődéséről, és habozás nélkül dicsérte a Kis Napoleon és a Századok legendája szerzőjét, Hugót. Művészetkritikusként elismerte, hogy az Hernanival Hugo megújította a színházat. Gautier élete végén nagy szegénységben élt, elvesztette szerény nyugdíját, amit Hugo közbenjárására visszakapott.

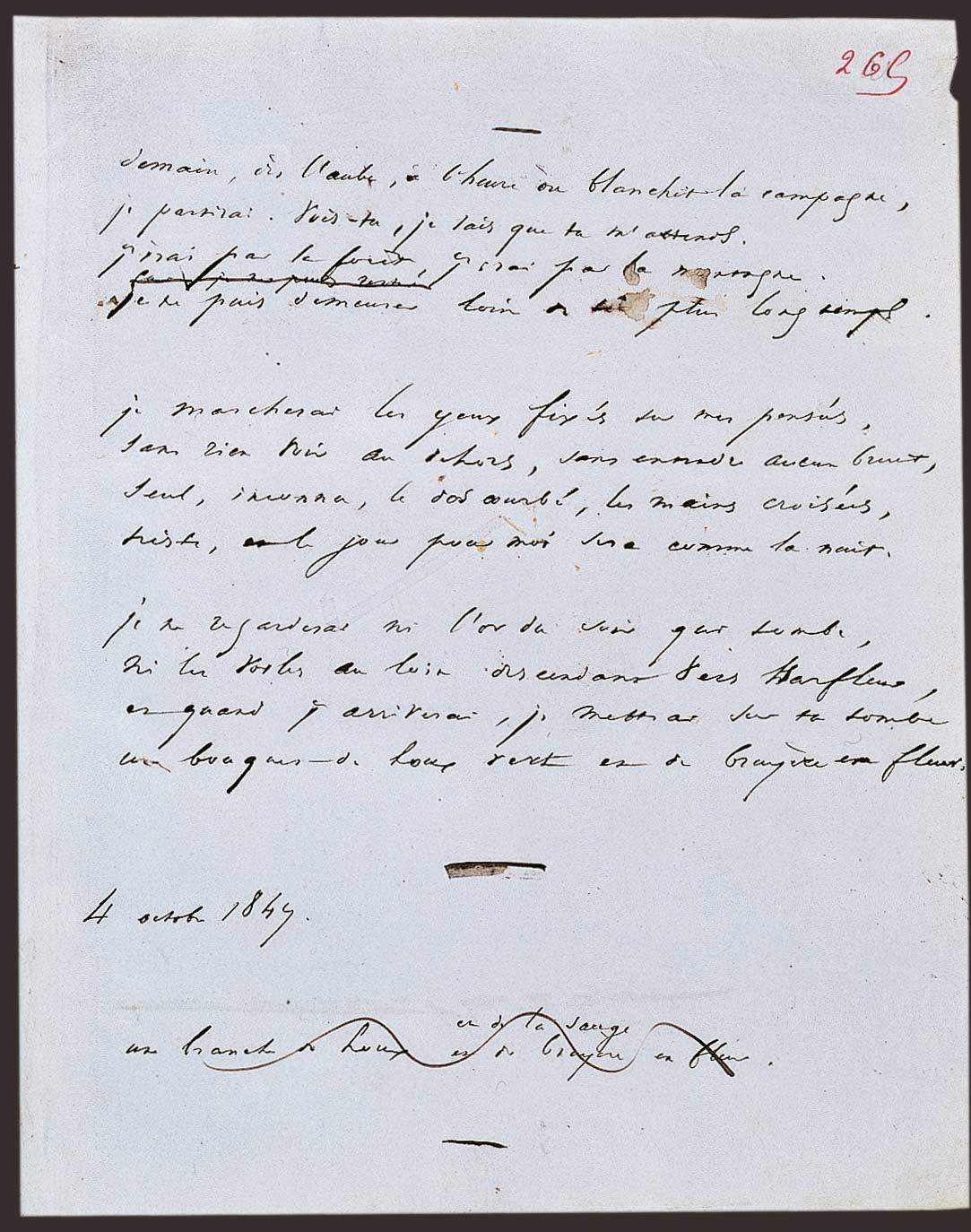
Demain dès l'aube c. versének kézirata

Baudelaire és Hugo kapcsolata komplex és ellentmondásos volt. Baudelaire ifjúkora óta csodálattal tekintett a költő Hugóra. De 1845-ben szarkasztikusan bírálta őt az irodalmi szalonokban, kifogásolta, hogy lírai költészete túlságosan befelé forduló és egocentrikus. Azt is bírálta, hogy költeményeiben politikai témákkal foglalkozik. Ennek ellenére két verset is dedikált a száműzetésben élő Hugónak, aki válaszában elismeréssel adózott Baudelaire költői tehetségének.
Bár Zola számára Musset volt az évszázad költői közül a legnagyobb, a fiatal íróra nagy hatással voltak Hugo versei, különösen a Fenyítések. Zola Balzacot tekintette a modern regényírás igazi mesterének. Naturalista íróként kifogásolta, hogy Hugónál a képzelet és a költői fantázia dominált és hogy módszer nélkül alkotott. Zola nem csak az irodalomban, de a politikában is más nézeteket vallott. Nem értett egyet Hugo romantikus republikanizmusával. Bírálta, hogy irodalmi eszközöket alkalmaz a politikában, és valóságtól elrugaszkodott romantikus retorikával befolyásolja a néptömegeket. 1871 júniusában pedig azt kifogásolta, hogy Hugo nem lelkesedett eléggé a kommunárokért.
Flaubert számára Hugo az 1830-as generáció vezéregyénisége volt. Csodálattal tekintett a fiatal romantikus költőre, leveleiben távolságtartóan uramnak szólította őt és óvakodott a „vén krokodiltól”. 1862 júliusában villámokat szórva bírálta a Nyomorultakat. Mélységesen csalódott, a regényt nem tartotta sem kiemelkedőnek, sem igaznak. Véleménye szerint az Évszázadok legendája remekműve után Hugo a populizmushoz és demagógiához közeledett. Szemére vetette még a monológok túlsúlyát, gyér drámai cselekményt, a realizmus hiányát és azt, hogy a szimbolista ábrázolás miatt túlságosan sematikussá vált hősök humanizmusa csorbát szenvedett.
A Goncourt fivérek gyakran letaszították Hugót a piedesztálról. 1860. március 4-én ezt írták naplójukba: „A Századok legendájáról beszélgetünk Flaubert-rel. Különösen szembeötlő Hugónál, hogy mindenáron gondolkodó főnek akar látszani, holott egyetlen ép gondolata sincs.”
Az emigráció alatt és különösen hazatérése után Hugo egyféle vezéregyéniség lett. A közönség nagy tisztelettel vette körül az idős írót, a fiatal költők neki küldték el verseiket. A politikusok tartottak tőle. A baloldali republikánusok kételkedtek Hugóban, a királypártiak pedig nem bocsátották meg neki könnyen, hogy elárulta eszméiket.
Mauriac Hugo születésének 150. évfordulójára, a Liberté de l'esprit-ben megjelent méltató írását az alábbi szavakkal fejezte:
„Most kezdjük csak megismerni őt. Az igazi dicsőségének kezdete ez. Kikerült a purgatóriumból”.

## Politikai eszmevilága
Édesanyja royalista szellemben nevelte, de fokozatosan rájött a demokrácia jelentőségére, és egy emberbarát, liberális demokrácia szószólójává vált. Kijelentette, hogy „ha a tudást egyetlen ember birtokolja, jogos a monarchia. Ha egy csoport rendelkezik vele, az arisztokrácia léte indokolt. Ha majd mindenki részesül a tudás fényéből, akkor jön el a demokrácia ideje”.
1849 és 1851 között politikai metamorfózison esett át. Hugo, aki a francia főrend vikomtjaként személyes kapcsolatban állt Lajos Fülöppel, kritikával fogadta az 1848. februári forradalmat, és egyértelműen a mérsékelt köztársaságpártiakat, a közrend védőit támogatta. A februári eseményeket követően Párizs 8. kerületének polgármesterévé választották, a pótválasztásokon pedig bekerült az Alkotmányozó gyűlésbe. 1848 júniusában, amikor a kormány bezárta a Nemzeti műhelyeket, mert sokba kerültek, Párizs népe fellázadt, és barikádokat emelt. Hugo polgármesteri minőségében kormánycsapatot vezetett a Saint-Louis utcai barikád ellen, amelyet emberáldozatok árán leromboltak. Az útjukba kerülő másik barikád harcosaival megpróbált tárgyalni a vérontás elkerülése végett, de sikertelenül. A megtorlásnak 1500 ember esett áldozatul.
1849 májusában konzervatív listán indult a választásokon, s a „Rend pártja” képviselőjeként került be a Törvényhozó gyűlésbe. Fokozatosan rájött, hogy a konzervatívok vissza akarják venni az 1848. februári forradalom vívmányait. Olvasta Charles Fourier és Pierre-Joseph Proudhon írásait. Az 1849. július 9-i ülés témája egy olyan bizottság felállítása volt, amely a legszegényebbek közsegélyezésével foglalkozik. Hugo első felszólalóként támogatta a javaslatot. A konzervatívok felháborodással hallgatták kijelentéseit:
„Amíg a nép szenved, az Önök képviselői munkája semmit nem ér...Igen, én is azok közé tartozom, akik úgy gondolják, hogy a nép nyomora megszüntethető.”
Ettől kezdve rendszeresen kiállt a republikánus ideák mellett. 1851-ben a Choses vues című írásában kijelentette: „Köztársaságpártiak, nyissátok meg soraitokat. Csatlakozom hozzátok.”

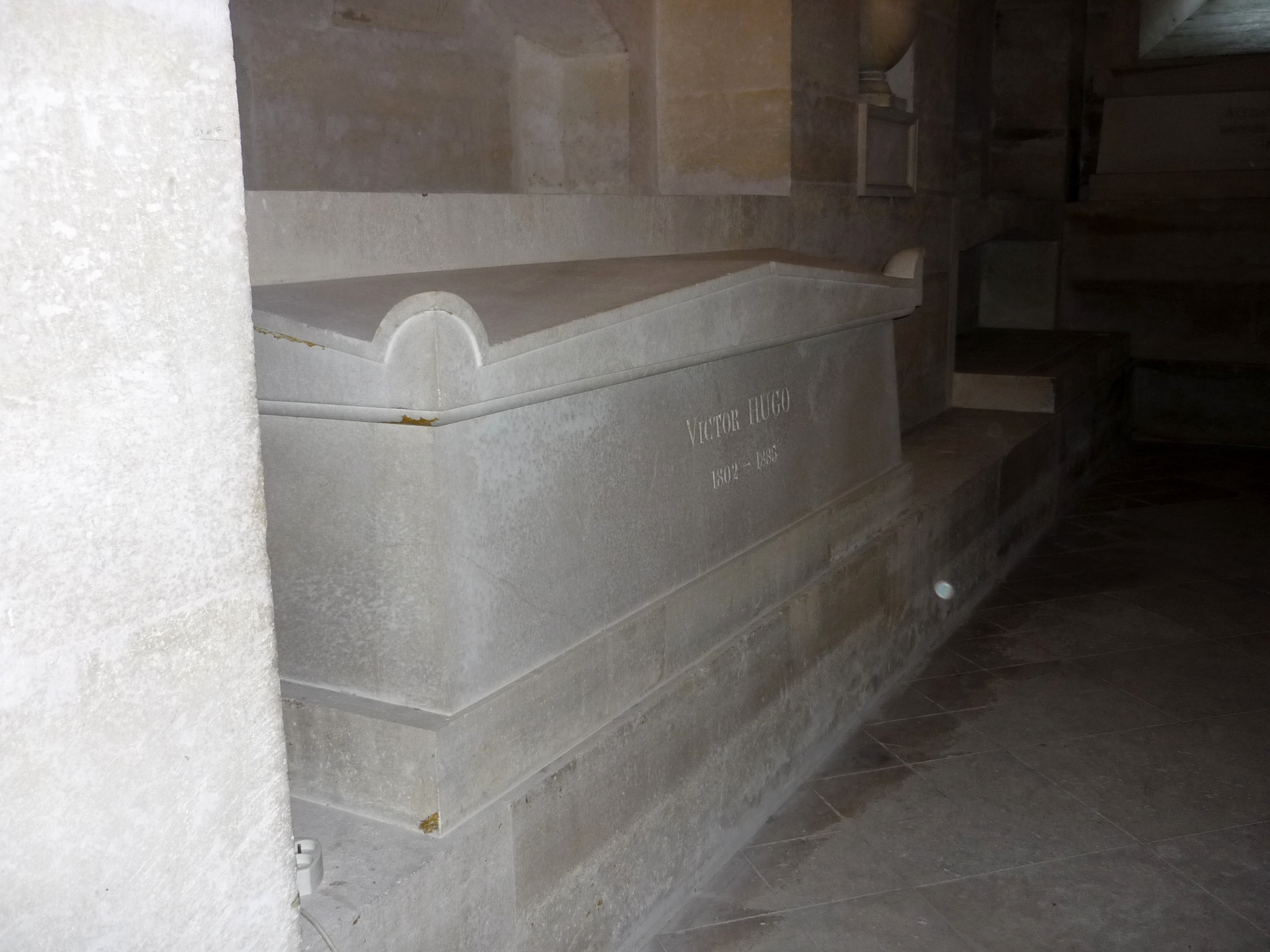
Hugo sírja a Panthéonban

Élete végéig bírálta a társadalmi osztályok meglétét. Az általa elnökölt utolsó, nyilvános gyűlésen kijelentette: „A társadalmi egyenlőtlenségek még mindig megvannak. Iszonyatos ez a probléma, de rendkívül egyszerűen lehet megfogalmazni: Vannak gazdagok és vannak szegények”. Ezen a gyűlésen adakozásra szólított fel, hogy 126 munkás küldöttként részt vehessen Marseille-ben, Franciaország első szocialista kongresszusán.

### Ahalálbüntetés
Hugo elszántan küzdött a halálbüntetés eltörléséért, mivel ifjúkorában látott kivégzéseket. Két fiatalkori regényében (Egy halálraítélt utolsó napja (1829), Claude Gueux (1834)) kiemeli, hogy a halálbüntetés kegyetlen, igazságtalan és hatástalan. Hugo tisztában volt azzal, hogy az irodalom nem tehet sokat ez ügyben, ezért a francia főrendben, a nemzetgyűlésben, a szenátusban megragadott minden alkalmat, hogy a halálbüntetés ellen agitáljon.
Mit mond a törvény? „Ne ölj!” Mivel mondja ezt a törvény? Kivégzésekkel!
„A halálbüntetés a barbárságot jellemzi örök időktől fogva”
jelentette ki 1848. szeptember 15-ei beszédében az alkotmányozó nemzetgyűlés előtt.

### Agyarmatosításés arabszolgatartás
Hugo keveset nyilatkozott Algéria gyarmatosításával kapcsolatban, pedig Franciaország legjelentősebb területi hódításáról volt szó. Ezt a hallgatást nem szabad azonnal egyetértésnek tekinteni a Nyomorultak szerzője részéről. Ha hatottak is Hugóra azok a felszólalások, amelyek törvényesítették a gyarmatosítást a „civilizáció” nevében, írásainak alaposabb vizsgálatából és hallgatásából kiderül, hogy álláspontja nem volt egyértelmű az „algériai kérdést” illetően. Hugo nem hitt a fegyveres erővel elért pacifikálás civilizáló hatásában. Algériában azt az országot látta, ahol a francia hadsereg kimutatta oroszlánkörmeit, és ahová Charles-Louis Napoléon államcsínye után az ellenállókat deportálták.
Ami a rabszolgatartást illeti, az a Victor Hugo, aki az 1820-ban írt Bug-Jargalban, kortársaihoz hasonlóan, előítéletekkel tekintett a fekete bőrű lakosságra, és 1848-ban meglepő módon nem nyilatkozott a rabszolgatartás eltörlésekor, kegyelmet kért John Brown számára. 1859. december 2-án nyílt levelet küldött Guernseyről az amerikai sajtónak, amelyben mintegy előre megjósolta az amerikai polgárháborút. Az Egyesült Államokban elmarasztalták Hugót a levél miatt.
„...Igen, tudja meg Amerika, és gondolkozzon el azon, hogy sokkal borzalmasabb lesz, ha Washington megöli Spartacust, mint amikor Káin ölte meg Ábelt.”

### AzEurópai Uniógondolata

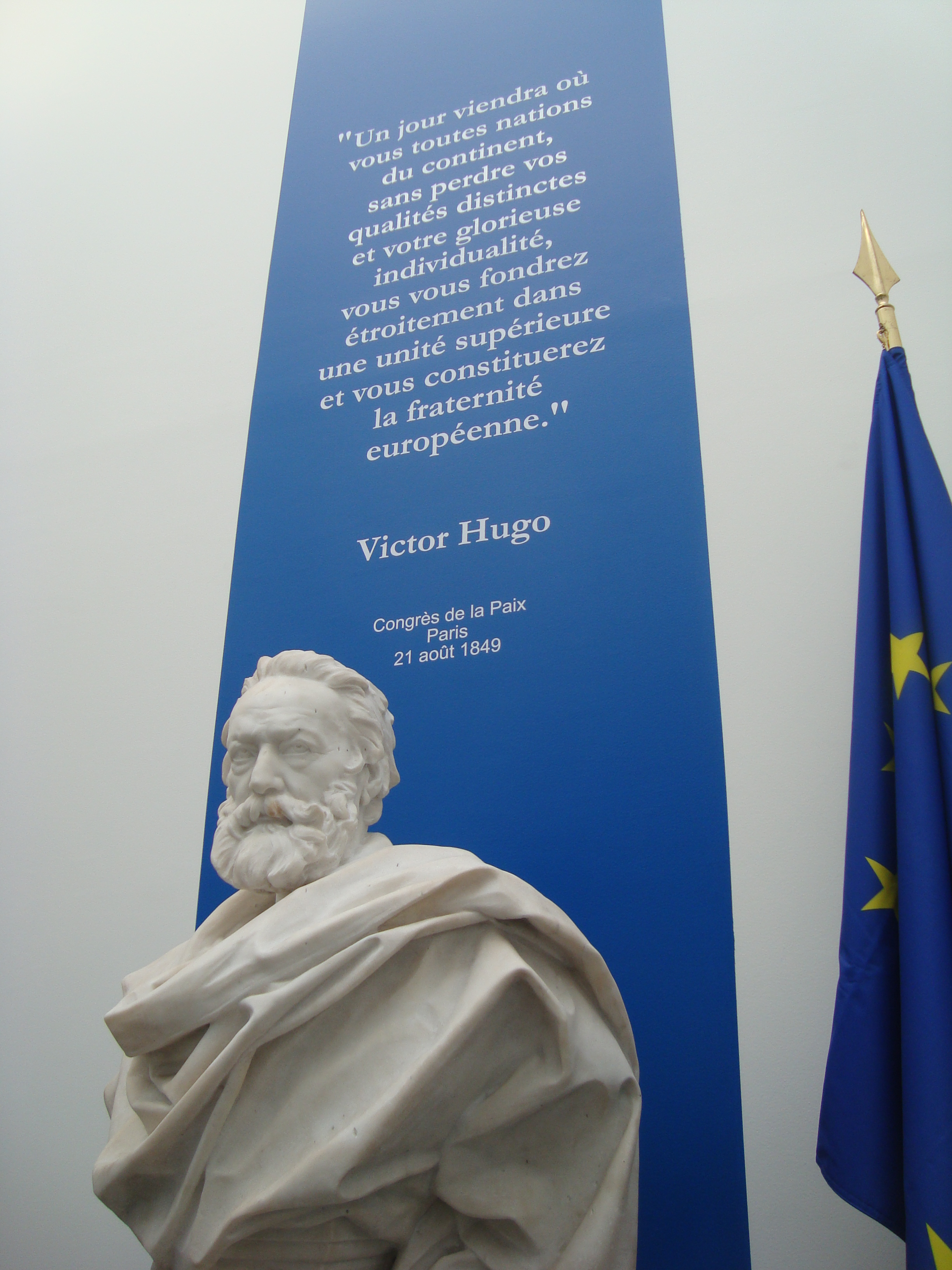
Hugo mellszobra a francia parlamentben (a háttérben a Párizsi békekongresszuson mondott megnyitó beszédének részlete)

1849. augusztus 21-én ő elnökölte a párizsi békekongresszust, megnyitó beszédében felvetette egy jövőbeni Európai Egyesült Államok gondolatát:
„Tételezzük fel, hogy Európa népei, félretéve a kihívásokat, féltékenységet, gyűlöletet, szeretettel viseltetnek egymás iránt. Tételezzük fel, hogy embernek nevezik elsősorban önmagukat, s csak másodsorban franciának, angolnak vagy németnek. S ha a nemzet hazát jelent, akkor az emberiség egyetlen családot alkot. …s a háborúkra kiadott, őrjítően nagy összegeket állítsák a béke szolgálatába. Teremtsenek belőle munkát, tudást, költsék az ipar, a kereskedelem, a közlekedés, a mezőgazdaság fejlesztésére, tudományokra, művészetekre. Próbálják csak elképzelni az eredményt! …A világ arculata meg fog változni.”
A 20. század második felének kellett eljönnie, hogy ezt a gondolatot újra elővegyék, és elfogadják.
1876-ban, a szerb–török háború befejeződése után a Szerbiáért (1876) című felszólalásában Hugo kijelentette:
...„A szerbiai események bizonyítják, hogy szükség van az Európai Egyesült Államokra. Az egyes kormányok helyére lépjen a népek egyesülése. Le a gyilkos birodalmakkal! ...Európának európai nemzetiségre, egyetlen kormányra, egyetlen hatalmas, testvéries bíróságra, önmagával megbékélt demokráciára van szüksége...”

### Aszerzői jogvédelmezője
Hugo 1878. június 7-én a Nemzetközi széprodalmi társaság (Association Littéraire Artistique Internationale) kongresszusát megnyitó beszédében szólított fel az írók és költők szerzői jogainak tiszteletben tartására.

## Hugo néhány felszólalása
- a tengerpart védelméért (Felsőház, 1846. június 27. és július 1.)
- a gyermekmunka ellen (Felsőház, 1847)
- a színházak pénzügyi támogatásáért (1848. július 17.)[95]
- a halálbüntetés eltörléséért (1848. szeptember 15.)[86]
- a drámai művek cenzúrája ellen (1848. szeptember 20.)[95]
- a sajtószabadság visszaállításáért és az ostromállapot feloldásáért (1848. október 11.)[95]
- a szegénység ellen (1849. július 9.)[48]
- a békéért (A Békekongresszus megnyitó beszéde, 1849. augusztus 21.)[48]
- az egyházi iskolák ellenében az ingyenes és világi oktatásért (Hozzászólás az oktatási törvénytervezethez, 1850. január 15.)[95]
- a deportálások ellen (1850. április 5.)[95]
- az általános választójogért (1850. május 21.)[95]
- Garibaldi képviselővé választásának védelmében (1871. március 8.)[50]
- Szerbiáért (1876) – Egy európai szövetségért[93]
- a nők életkörülményeinek javításáért (George Sand temetése alkalmából, 1876. június 10.)

## Hugo és a vizuális művészetek

### Rajz
Sokak számára nem ismert, hogy Hugo majdnem olyan képzett volt a vizuális művészetekben, mint az irodalomban – több mint 4000 rajzot készített élete során. Tussal szeretett dolgozni, amelynek „fekete színe fényt áraszt”. Igazi autodidaktaként szeretett kísérletezni. Feketekávét, szénport, kormot kevert a tintához, és gyufaszállal vagy lúdtollal rajzolt. A Rorschach-teszthez hasonlóan bort, szilvalevet sőt néhány csepp vért is szétkent a papírlapokon, majd a foltokban „meglátott dolgok” köré rajzolt. Képei általában kisméretűek, A tenger munkásait illusztrálta velük illetve barátainak ajándékozta újévkor vagy egyéb alkalmakkor.
Hugo rajztehetségét kortársai is felfedezték. Charles Baudelaire írta 1859-ben: „Hiába kerestem a párizsi Salon résztvevőinél azt a csodálatos képzelőerőt, ami Victor Hugo rajzaiból árad. A kínai tussal készültekre gondolok, mert annyira nyilvánvaló, hogy a költészetben Hugo a tájképfestők királya”.
Théophile Gautier 1862-ben ezt nyilatkozta: „Ha Hugo nem írt volna verseket, kiemelkedő festőművész lett volna. Kitűnő érzékkel tudott holdsugarat vagy lecsapó villámot rajzolni sötét árnyak közé. A lenyugvó nap sápadt fényében úszó romos vártornyok, távoli városok sötét körvonalai titokzatosak, rémálmokhoz hasonlóan nyomasztóak. Számos színpadi díszlettervező megirigyelhetné”.
Hugo élete végéig rajzolt, kikapcsolódás volt számára. Rajzai kezdetben a valós világot tükrözték. Az emigrációban a tengerhez fűződő misztikus kapcsolata hatására szinte irreális ábrázolások születtek. Az elmúlt húsz évben számos kiállítást rendeztek rajzaiból Franciaországban, Velencében, Brüsszelben, New Yorkban, Madridban és Lausanne-ban.
Galéria:

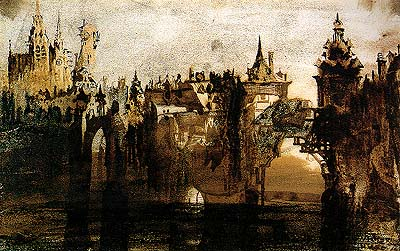
Város romos híddal
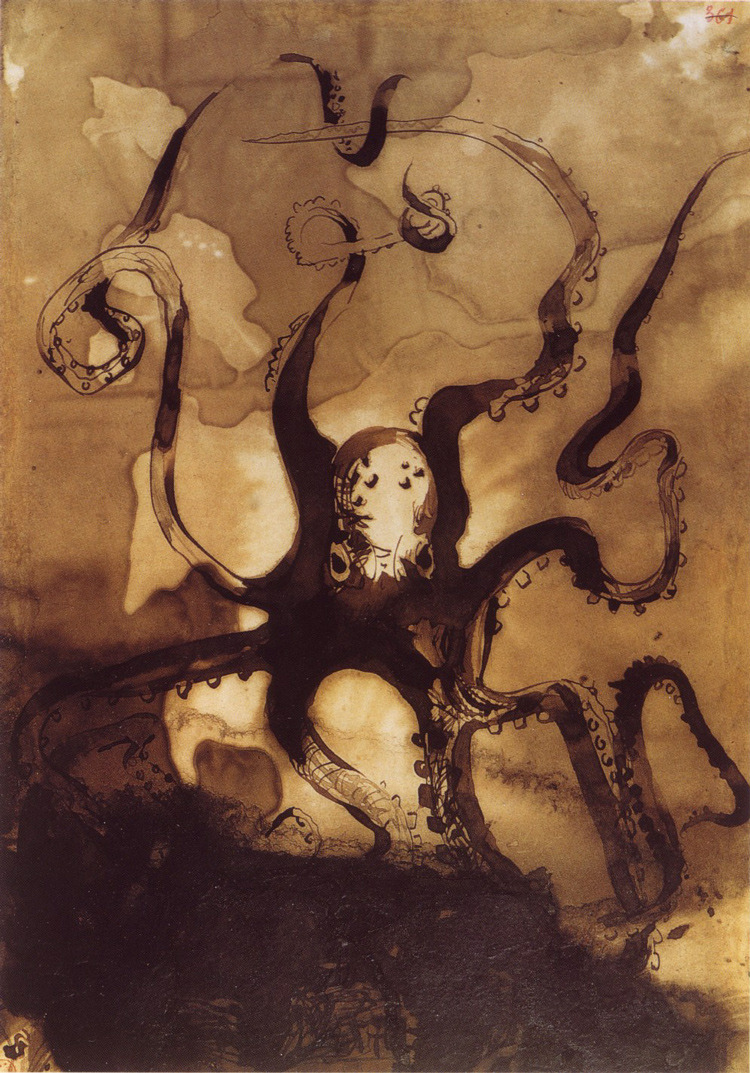
Polip (A polipkarok a VH betűket ábrázolják)
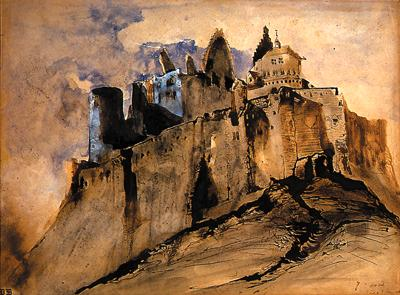
Vianden kastélya
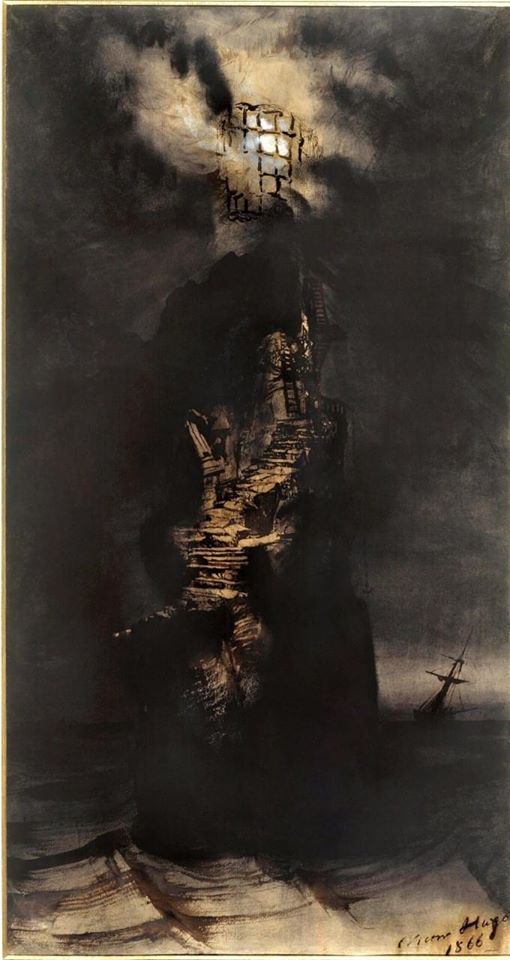
Világítótorony
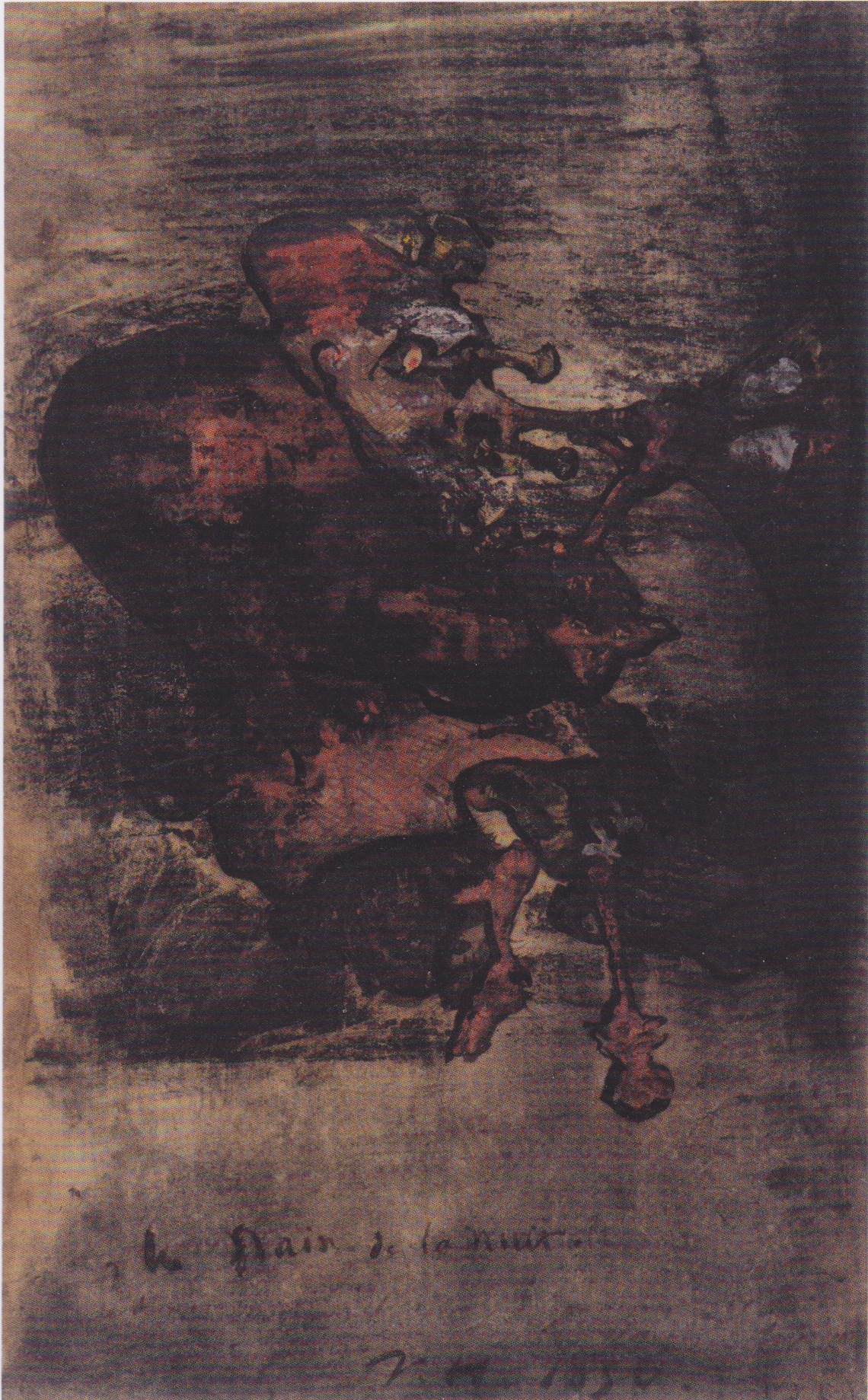
Az éjszaka gnómja

### Fényképezés

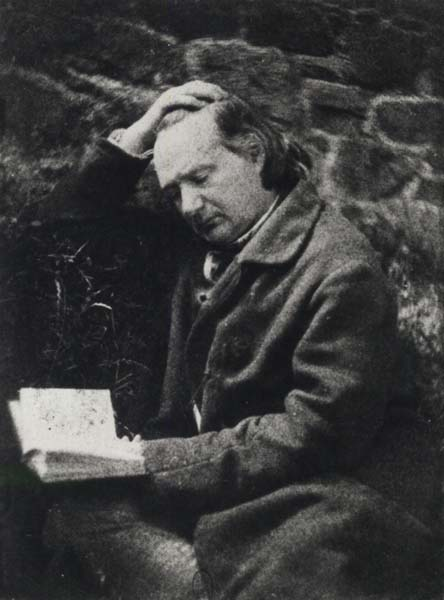
Victor Hugo (kb. 1853), a felvételt Charles Hugo készítette

A Jersey szigetén töltött évek alatt Hugo nagy érdeklődéssel fordult a fényképezés felé. Fiaival és Auguste Vacquerie-vel kísérletezett. Ők foglalkoztak a technikai részletekkel, Hugo pedig a felvételek beállításával. A dagerrotípia után papírnegatívok alapján dolgoztak. A képek főleg Hugót ábrázolják családja és barátai körében. De készültek képek Jersey-ről, a Marine Terrace-ről és a költő néhány rajzáról. A kb. 350 fotót csupán a család és a bizalmas barátok ismerték, soha nem kerültek kereskedelmi forgalomba, mint ahogy azt előzőleg Hugo eltervezte.

## Művei

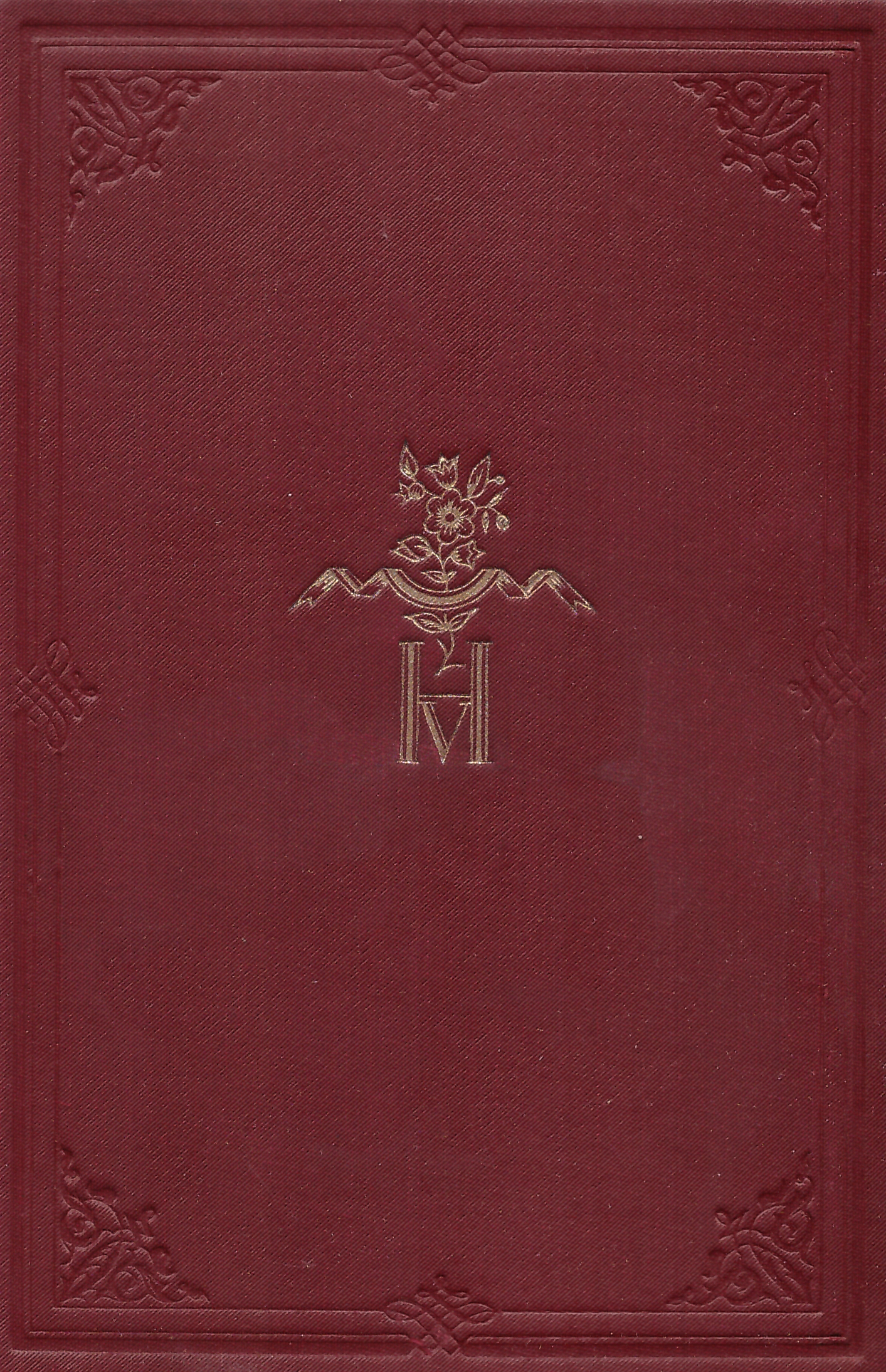
A tenger munkásai (Gutenberg Könyvkiadó Vállalat, Budapest, 1920-as évek)

### Dráma
- Cromwell (1827)
- Amy Robsart (1828)
- Hernani (1830)
- Marion de Lorme (Delorme) (1831)
- Le roi s'amuse (A király mulat) (1832)
- Lucrèce Borgia (Lukrécia Borgia) (1833)
- Marie Tudor (Tudor Mária) (1833)
- Angelo, tyran de Padoue (Angelo, Pádua zsarnoka) (1835)
- Ruy Blas (A királyasszony Lovagja) (1838)
- Les Burgraves (1843)
- Théâtre en liberté (Szabad Színház Gyűjtemény) posztumusz (1886):
  - La Forêt mouillée
  - La Grand-mère
  - Mille francs de récompense
  - L'Intervention
  - Torquemada
  - Mangeront-ils?
  - L'Épée
  - Les Deux Trouvailles de Gallus
  - Les Gueux
  - Sur la lisière d'un bois
  - Être aimé

### Regényei
- Bug-Jargal (1818)
- Han d’Islande (Izlandi Han) (1823)
- Le dernier jour d'un condamné (Egy halálraítélt utolsó napja) (1829)
- Notre Dame De Paris (A párizsi Notre-Dame) (1831)
- Claude Gueux (1834)
- Les Misérables (A nyomorultak) (1862)
- Les travailleurs de la mer (A tenger munkásai) (1866)
- L’homme qui rit (A nevető ember) (1869)
- Quatrevingt-treize (Kilencvenhárom) (1873)

### Költészet-verseskötetek
- Odes et poésies diverses (1822)
- Nouvelles Odes (1824)
- Odes et Ballades (Ódák és balladák) (1826)
- Les Orientales (Keleti énekek) (1829)
- Les Feuilles d'automne (Őszi lombok) (1831)
- Les Chants du crépuscule (A szürkület énekei) (1835)
- Les Voix intérieurs (A lélek hangjai) (1837)
- Les Rayons et les Ombres (Fények és árnyak) (1840)
- Les Châtiments (Fenyítések) (1853)
- Les Contemplations (Szemlélődések) (1856)
- La Légende des siècles I. (A századok legendája I.) (1859)
- Les Chansons des rues et des bois (1865)
- L'Année terrible (A rettenetes év) (1872)
- L'Art d'être grand-père (A nagyapaság művészete) (1877)
- La Légende des siècles II. (A századok legendája II.) (1877)
- Le Pape (1878)
- La Pitié suprême (1879)
- L'Âne (1880)
- Religions et religion (1880)
- Les Quatre Vents de l'esprit (A szellem égtájai) (1881)
- La Légende des siècles III. (A századok legendája III.) (1883)
- La Fin du Satan (A sátán bukása) (1886) posztumusz kiadás
- Dieu (Isten) (1891, 1941, posztumusz kiadás)

Victor Hugo kéziratos versei közül válogatta Paul Meurice:
- Toute la Lyre (Az egész lant) (1888, 1893, 1897, 1935 - 1937)
- Les années funestes (1898)
- Dernière Gerbe (1902, 1941) (A verscím nem Victor Hugótól származik.)
- Océan. Tas de pierres (1942)

### Publicisztikai írásai
- Actes et paroles – Avant l'exil 1875-ben jelent meg. Az emigráció előtti nyilvános felszólalásait, a francia Felsőházban, az Alkotmányozó nemzetgyűlésben (1848), valamint a Törvényhozó nemzetgyűlésben (1849-1851) elhangzott politikai beszédeinek szövegét tartalmazza.
- Actes et paroles – Pendant l'exil 1875-ben jelent meg. Az emigráció alatt, 1852 és 1875 között tartott beszédeit, és politikai témájú, sajtóban megjelent írásait tartalmazza.
- Actes et paroles – Depuis l'exil 1876-ban jelent meg. A Szenátusban (1876-1885) tartott politikai beszédeinek szövegét tartalmazza.
- Histoire d'un crime I. (1877) (Egy politikai gaztett története I.)
- Histoire d'un crime II. (1878) (Egy politikai gaztett története II.)

## Egyéb művei
- Étude sur Mirabeau (1834)

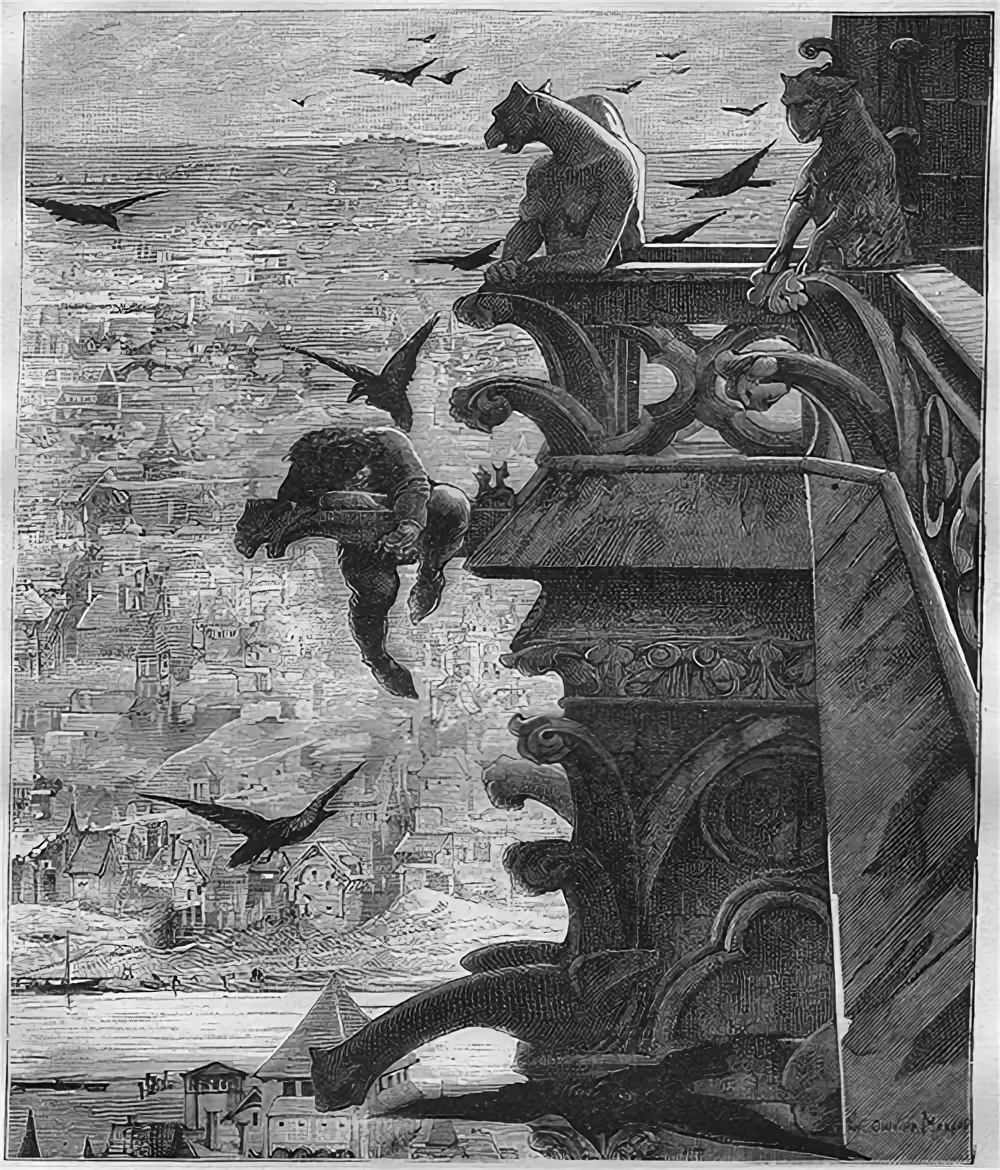
A párizsi Notre-Dame eredeti kiadásának (1831) illusztrációja (Alfred Barbou)

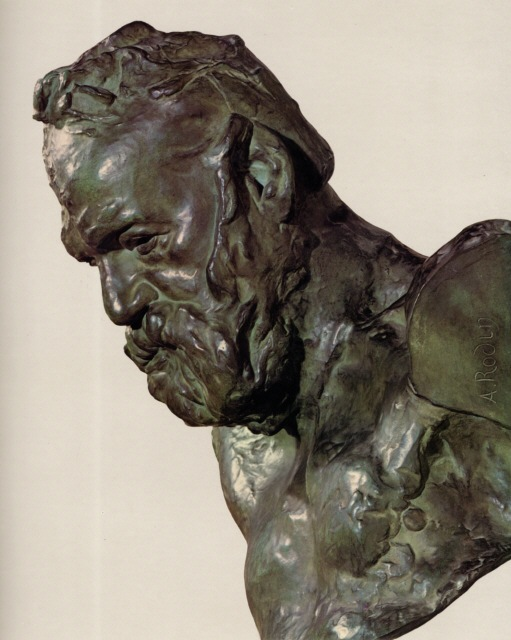
Victor Hugo (Auguste Rodin)

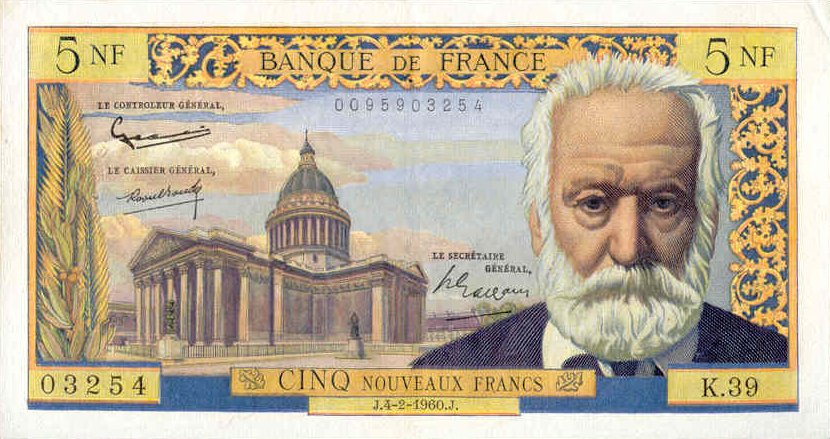
Victor Hugo portréja az 1960-as kiadású 5 új francia frankos bankjegy előoldalán.

- Littérature et philosophie mêlées (1834)
- Le Rhin (1842)
- Napoléon le Petit (1852)
- Lettres à Louis Bonaparte (1855)
- William Shakespeare (1864)
- Paris-Guide (1867)
- Mes fils (1874)
- L'archipel de la Manche (1883)

Posztumusz kiadások:
- Choses vues I. (1887)
- Choses vues II. (1900)
- Alpes et Pyrénées (1890)
- France et Belgique (1892)
- Correspondances I. (1896)
- Correspondances II. (1898)
- Post scriptum de ma vie (1901)
- Mille Francs de récompenses (1934)
- Pierres (1951)

## Magyarul

### 1885-ig
- Angelo. Dráma. Hugo Viktor után báró Eötvös József; Heckenast, Pest, 1836
- Boldogasszony temploma' harangozója. Évrajzi regényes dráma; ford. Pály Elek; Werfer, Kassa, 1837
- Bug-Jargal; ford. Deáky Fülep Sámuel; Tilsch, Kolozsvár, 1837 (Külföldi regénytár a' legkedveltebb idegen új írók' munkájiból)
- Tudor Mária. Dráma; ford. Horváth Döme; Szilády Ny., Kecskemét, 1851
- A Notre-Dame egyház Párisban. Regény. 1-2. köt.; ford. Szalkay Gergely; Szilády Ny., Kecskemét, 1858 (Újabb külföldi regénytár)
- A századok legendájából; ford. Szász Károly; Kisfaludy-Társaság, Pest, 1862
- A nyomorultak, 1-5.; ford. Huszár Imre, Reviczky Szevér; Ráth, Pest, 1862
- A szép Pécopin; ford. Mezőfi Manó; Bartalits, Pest, 1863
- Egy halálra ítéltnek utolsó napja; ford. Zilahy Pál; Lampel, Pest, 1865 (Piros könyvtár)
- A tenger munkásai, 1-3.; ford. Szász Károly; Ráth, Pest, 1866
- A nevető ember. Regény, 1-4.; ford. Huszár Imre; Ráth, Pest, 1869
- Angelo. Dráma; ford. Endrődi Nándor; Pfeifer, Pest, 1871 (A Nemzeti Színház könyvtára)
- 1793 vagy A polgári háború. Regény, 1-3.; ford. Áldor Imre, György Aladár; Franklin, Budapest, 1874
  - (Kilencvenhárom címen is)
- Hernani. Szomorújáték; ford. Szász Károly; Franklin, Budapest, 1876
- Egy bűn története. Tanuvallomás, 1-2.; Tettey, Budapest, 1878
- Borgia Lucretia. Dráma; ford. Szász Károly; Franklin, Budapest, 1882 (Olcsó könyvtár)
- Shakespeare Vilmos. Hugo Viktor után írta Ugodi János; Nobel Ny., Pápa, 1883

### 1886–1919
- A párisi Notre-Dame templom. Regény, 1-2.; ford. Milassin Vilmos; Milassin, Budapest, 1888
- Claude Gueux; ford. Milassin Vilmos; Milassin, Budapest, 1889
- Ruy Blas. Szomorújáték; ford. ifj. Szász Béla; Franklin, Budapest, 1893 (Olcsó könyvtár)
- A király mulat. Szomorújáték öt felvonásban; ford. ifj. Szász Béla; Franklin, Budapest, 1895 (Olcsó könyvtár)
- Egy halálra ítélt utolsó napjai; ford. Andor Imre; Minta-antiquarium, Budapest, 1895
- A nevető ember, 1-2.; ford. Molnár János; Révai, Budapest, 1896 (Közművelődési könyvtár)
- A forradalom; ford. Gróf Kun István; Ellenzék Ny., Kolozsvár, 1901
- A nyomorultak, 1-4.; ford. Salgó Ernő; Népszava, Budapest, 1909
- A kard; ford., bev. Vértesy Jenő; Franklin, Budapest, 1911 (Olcsó könyvtár)
- A párisi Notre-Dame, 1-2.; ford. Benedek Marcell; Athenaeum, Budapest, 1913 (Athenaeum könyvtár)
- A tanítás szabadsága. Victor Hugo parlamenti beszéde 1850. január 15.; ford. Gábor Ignác; Világ páholy, Budapest, 1918 (Világ páholy könyvtár)
- Forradalom és köztársaság; ford. Gábor Ignác; Forradalmi könyvtár, Budapest, 1918 (Forradalmi könyvtár)
- Munka vagy anarchia?; ford. Gábor Ignác; Forradalmi könyvtár, Budapest, 1919 (Forradalmi könyvtár)
- 1793; ford. Kállay Miklós; Révai, Budapest, 1919 (Klasszikus regénytár. Új sorozat)
- Párisi békekongresszus 1849-ben. Victor Hugo elnöki megnyitó és záróbeszéde; ford. Gábor Ignác; Forradalmi könyvtár, Budapest, 1919 (Forradalmi könyvtár)

### 1920–1944
- Bug Jargal. Regény; ford. Havas József; Dante, Budapest, 192? (Halhatatlan könyvek)
- A nevető ember, 1-2.; ford. Németh Andor, bev. Benedek Marcell, tan. Pünkösti Andor; Gutenberg, Budapest, 192? (Hugo Victor összes regényei és elbeszélései)
- A tenger munkásai, 1-2.; ford. Hajós Kornél; Népszava, Budapest, 1921
- A nevető ember, 1-2. köt.; ford. Hajós Kornél; Népszava, Budapest, 1921
- Izlandi Han; ford. Rózsa Géza; Genius, Budapest, 1922 (A regényírás művészei)
- A párisi Notre-Dame, 1-2.; ford. Szabolcsi Géza; Világirodalom, Budapest, 1925 (Világirodalom könyvtár)
- A dzsinnek; ford. Kardos László; Városi Ny., Debrecen, 1925
- A nyomorultak, 1-2.; ford. Révay József, Schmidt József; Dante, Budapest, 1925 (Halhatatlan könyvek)
- A Notre-Damei torony őre. Regény; Tolnai, Budapest, 1925 (Tolnai regény-sorozata)
- A tenger munkásai, 1-4.; ford., bev. Lándor Tivadar; Gutenberg, Budapest, 1926 k. (Victor Hugo összes regényei és elbeszélései)
- A kis Napoleon, 1-2.; ford. Mezey Dénes, bev. Szini Gyula; Globus Ny., Budapest, 1926 k. (Hugo Victor összes regényei és elbeszélései)
- Egy bűn története, 1-3.; ford. Fekete Oszkár, bev. Porzsolt Kálmán; Gutenberg, Budapest, 1926 k.
- Shakespeare, 1-2.; ford. Németh Andor, bev. Lándor Tivadar; Globus Ny., Budapest, 1926 k. (Hugo Victor összes regényei és elbeszélései)
- 1793. Regény, 1-3.; ford. Sziklay János, bev. Bálint Lajos; Gutenberg, Budapest, 1928 (Victor Hugo összes regényei és elbeszélései)
- Egy halálraítélt utolsó napja; ford. Csillay Kálmán, bev. Bánóczy László; Gutenberg, Budapest, 1928 (A Gutenberg Könyvkiadó Vállalat könyvei)
- Hernani. Tragédia; ford. Kardos László, bev. Sziklay János; Gutenberg, Budapest, 1928 (Victor Hugo összes regényei és elbeszélései)
- Izlandi Han, 1-3.; ford. Németh Andor, bev. Schöpflin Aladár; Gutenberg, Budapest, 1928 (A Gutenberg Könyvkiadó Vállalat könyvei)
- A Rajna. Levelek egy barátomhoz, 1-2.; ford. Németh Andor, bev. Lándor Tivadar; Gutenberg, Budapest, 1929 (A Gutenberg Könyvkiadó Vállalat könyvei)
- Drágakövek. Kis anthológia Victor Hugo gondolatiból; Gutenberg, Budapest, 1929
- Bug-Jargal; ford. Éber László, bev. Bálint Lajos; Gutenberg, Budapest, 1929 (A Gutenberg Könyvkiadó Vállalat könyvei)
- A párisi Notre-Dame, 1-4.; ford. Németh Andor, bev. Porzsolt Kálmán; Gutenberg, Budapest, 1929 (A Gutenberg Könyvkiadó Vállalat könyvei)
- Claude Gueux; ford. Sztrókay Kálmán; Gutenberg, Budapest, 1930 (A Gutenberg Könyvkiadó Vállalat könyvei)
- A nyomorultak, 1-4.; ford. Éber László, Csillay Kálmán, bev. Schöpflin Aladár; Gutenberg, Budapest, 1930 (A Gutenberg Könyvkiadó Vállalat könyvei)
- A párisi Notre-Dame; ford. Vázsonyi Endre; Grill, Budapest, 1943 (Grill klasszikus regényei)
- Megillat Ruth. Ruth könyve. Adler Miklós fametszetei; ford. Kardos Pál / Az alvó Boáz; ford. Kardos László; Pannónia Ny., Debrecen, 1944

### 1945–
- 1793. Qatre-vingt-treize. Regény; ford. Aranyossi Pál; Révai, Budapest, 1950
  - (Kilencvenhárom; 1793 vagy A polgári háború címen is)
- A párizsi fiú. Epizód Nyomorultak c. regényéből; ford. Csatlós János; Ifjúsági, Budapest, 1951 (Hazáért és szabadságért)
- Műsoranyag színjátszó csoportok számára. Victor Hugo, Nikolaj Gogoly; Országos Béketanács–Népművészeti Intézet, Budapest, 1952 (szemelvények)
- A rab. Elbeszélések; ford. Lányi Viktor, Rónay Mihály András; Szépirodalmi, Budapest, 1952 (Szépirodalmi kiskönyvtár)
- Victor Hugo válogatott versei; ford. Endrődi Sándor et al., szerk., jegyz. Köpeczi Béla, bev. Illyés Gyula; Szépirodalmi, Budapest, 1953
- A nyomorultak. Regény, 1-2.; ford. Lányi Viktor, Révay József, versford. Bakucz József, bev. Benedek Marcell, jegyz. Szekeres György; Új Magyar Kiadó, Budapest, 1956 (A világirodalom klasszikusai)
- Királyasszony lovagja. Dráma; ford., utószó Mészöly Dezső; Új Magyar Kiadó, Budapest, 1956 (Világirodalmi kiskönyvtár)
- Victor Hugo válogatott versei; ford., bev. Nemes Nagy Ágnes; Ifjúsági, Budapest, 1956 (A világirodalom gyöngyszemei)
- A párizsi Notre-Dame. Regény, 1-3.; ford. Vázsonyi Endre, utószó Győry János; Szépirodalmi, Budapest, 1957
- A nevető ember. Regény; Németh Andor ford. kieg. Kassai György, jegyz. Lontay László; Európa, Budapest, 1958 (Victor Hugo művei)
- A tenger munkásai. Regény; ford., jegyz. Lontay László; Európa, Budapest, 1961
- Rajnai utazás; ford. Németh Andor, vál., bev. Bajomi Lázár Endre; Táncsics, Budapest, 1961 (Útikalandok)
- Victor Hugo válogatott drámái; ford. Berczeli A. Károly et al., bev. Köpeczi Béla, jegyz. Somló Vera; Európa, Budapest, 1962 (Victor Hugo művei)
- Kilencvenhárom. Regény; ford. Aranyossi Pál, jegyz. Lontay László; Európa, Budapest, 1962 (Victor Hugo művei)
  - (1793; 1793 vagy A polgári háború címen is)
- Századok legendája. Válogatott versek; vál., utószó Szegzárdy-Csengery József, ford. Gáspár Endre et al., ill. a szerző; Magyar Helikon–Európa, Budapest, 1969
- Ezt láttam; vál. Szegzárdy-Csengery József, ford. Berényi Pál, Lontay László, versford. Molnár Imre, jegyz. Kenéz Ernő; Európa, Budapest, 1969
- Gavroche; vál., ford. Békési Ágnes, versford. Majtényi Erik; Creanga, Bukarest, 1970
- A király mulat. Tragédia; ford. Kálnoky László; Magyar Helikon–Európa, Budapest, 1973
- Victor Hugo versei; ford. Gáspár Endre et al., vál. Szegzárdy-Csengery József; Európa, Budapest, 1975 (Lyra mundi)
- A párizsi Notre-Dame. 1482. Regény; ford., jegyz. Antal László, utószó Bajomi Lázár Endre; Európa, Budapest, 1979 (A világirodalom remekei)
- A nyomorultak, 1-2.; ford. Lányi Viktor, Révay József, Szekeres György, utószó Benedek Marcell, jegyz. Szekeres György írta; Európa, Budapest, 1987 (A világirodalom klasszikusai)
- Rettenetes évek. Victor Hugo (1802–1885) versei és írásai; ford. Jékely Zoltán et al.; Interpopulart, Szentendre, 1994 (Populart füzetek)
- Egy halálraítélt utolsó napja; ford. Csillay Kálmán, átdolg. Takács M. József; Helikon, Budapest, 2015 (Helikon zsebkönyvek)

## Zenemű
- Liszt Ferenc: Ce qu'on entend sur la montagne (Az úgynevezett Hegyi szimfónia)
- Felix Mendelssohn Bartholdy: Ruy Blas (kísérőzene Victor Hugo azonos című drámája alapján.)

## Klasszikus operák a műveiből
- Gaetano Donizetti: Borgia Lucretia (Lucrezia Borgia)
- Giuseppe Verdi: Rigoletto (Le roi s'amuse című színdarabja alapján librettóját Francesco Maria Piave írta)
- Giuseppe Verdi: Ernani (Hernani című drámája nyomán librettóját Francesco Maria Piave írta)
- Amilcare Ponchielli (1834–1886): Gioconda (La Gioconda) (Szövegét Angelo című drámája nyomán Arrigo Boito írta)
- Alekszandr Szergejevics Dargomizsszkij (1813–1869): Esmeralda (szövegét A párizsi Notre Dame című regénye alapján a szerző írta)
- Felip Pedrell (1841–1922): Quasimodo (A libretto A párizsi Notre Dame című regény alapján készült)
- Sergey Rachmaninov (1873–1943): Esmeralda (töredékes opera) (A párizsi Notre Dame című regénye alapján)
- Léo Delibes (1836–1891): A király mondta (A librettót Edmond Gondinet írta A király mulat című dráma alapján)
- Cesar Antonovics Kjui (1835–1918): Angelo (A librettót Viktor Petrovics Burenyin írta az Angelo című dráma alapján)
- Saverio Mercadante (1797–1870): Az eskü (Il giuramento) (A librettót Gaetano Rossi írta Victor Hugo műve alapján)
- Franz Schmidt: Notre Dame (A librettót L. Wilk és a zeneszerző írta A párizsi Notre Dame című regény alapján)
- Rudolf Wagner-Régeny (1903–1969): A kegyenc (Der Günstling oder Die Letzen Tage des grossen Heern Fabiano) (A librettót C. Neher írta a Marie Tudor című tragédia alapján)

## Néhány műve aBroadwayszínpadán
- Notre Dame: 1902. február 26. – április 6.
- The Law and the Man (Nyomorultak): 1906. december 20. – 1907. február
- Clair de Lune (Nevető ember): 1921. április 18. – 1921. június
- Marie Tudor: 1958. október 21. – 1958. október 26.
- Les Miserables (Nyomorultak) musical: 1987. március 12. – 2003. május 18.
- Les Miserables (Nyomorultak) musical: 2006. november 9. – 2008. január 6.

## Néhány megfilmesített műve
- A nyomorultak (2012)
- A királyasszony lovagja (2002) (TV film)
- A nyomorultak (2000)
- Quasimodo 2000 (1999)
- A nyomorultak (1998)
- A Notre Dame-i toronyőr (1997) (TV film)
- A Notre Dame-i toronyőr (1996)
- Quasimodo (1996) (TV film)
- A nyomorultak (1995)
- A Notre Dame-i toronyőr (1982)
- A nyomorultak (1978) (TV film)
- A nyomorultak (1958)
- A párizsi Notre Dame (1956)
- A királyasszony lovagja (1947)
- A Notre Dame-i toronyőr (1939)
- A gályarab (1935)
- A nyomorultak (1934)
- A nyomorultak (1925)
- A párizsi Notre Dame (1911)

## Fordítás
- Ez a szócikk részben vagy egészben a Victor Hugo című francia Wikipédia-szócikk ezen változatának fordításán alapul.  Az eredeti cikk szerkesztőit annak laptörténete sorolja fel. Ez a jelzés csupán a megfogalmazás eredetét és a szerzői jogokat jelzi, nem szolgál a cikkben szereplő információk forrásmegjelöléseként.